# Liste der Stolpersteine in Berlin-Friedrichshain
Die Liste der Stolpersteine in Berlin-Friedrichshain enthält die Stolpersteine im Berliner Ortsteil Friedrichshain im Bezirk Friedrichshain-Kreuzberg, die an das Schicksal der Menschen erinnern, die im Nationalsozialismus ermordet, deportiert, vertrieben oder in den Suizid getrieben wurden. Ende 2002 gab es in Friedrichshain insgesamt 50 Stolpersteine; Ende 2012 waren bereits mehr als 200 verlegt. Die Tabelle erfasst insgesamt 437 Stolpersteine und ist teilweise sortierbar; die Grundsortierung erfolgt alphabetisch nach dem Familiennamen.
| Bild | Person                     | Verlegeort                                                                                                 |  | Verlegedatum  | Leben |
| ---- | -------------------------- | --- |  | ------------- | --- |
|      | Johanna Abraham            | Marchlewskistraße 40                                                                                       |  |               | Abraham, Johanna, geboren am 26. Februar 1914 in Märkisch Friedland / Deutsch Krone / Westpreußen, wohnhaft in Berlin (Friedrichshain), Deportation ab Berlin am 2. März 1943 nach Auschwitz, Vernichtungslager. |
|      | Kurt Abraham               | Platz der Vereinten Nationen 26                                                                            |  | 26. Sep. 2006 | Kurt Abraham, geboren am 24. Januar 1906 in Breslau; alleinstehend; Berliner Wohnungen: Landsberger Allee 154 im Prenzlauer Berg, Koppenstraße 9 zur Untermiete und Landsberger Straße 15 (heute Platz der Vereinten Nationen); arbeitete bis zum 17. Oktober 1941 als Bürstenzieher in der Blindenwerkstatt von Otto Weidt in der Rosenthaler Straße 39; die dortige Zwangsarbeit galt als „wehrwichtig“, deshalb und weil Otto Weidt sich für die jüdischen Arbeiter einsetzte, wurden sie zunächst nicht deportiert; am 18. Oktober 1941 mit dem 1. Osttransport ins Getto Litzmannstadt verschleppt; Unterkunft in Alexanderhofstraße 9/3; am 8. Mai 1942 ins Vernichtungslager Kulmhof deportiert und dort ermordet; den noch nicht ausgezahlten Lohn von 7,50 RM musste Otto Weidt ans Finanzamt Moabit-West überweisen; dieser Betrag und Ersparnisse von 1,43 RM wurden durch den Oberfinanzpräsidenten von Berlin-Brandenburg als „dem Reich verfallen“ erklärt. |
|      | Golde Abramowicz           | Andreasstraße 34                                                                                           |  |               | Abramovicz, Golde, geborene Manne, geboren am 15. Juli 1875 in Kraków (dt. Krakau) / Galizien, wohnhaft in Berlin (Friedrichshain), Deportation ab Berlin am 11. Juni 1942 nach Theresienstadt, Ghetto; am 18. Dezember 1943 nach Auschwitz, Vernichtungslage, Todesort: Auschwitz, Vernichtungslager. |
|      | Hirsch Abramowicz          | Andreasstraße 34                                                                                           |  |               | Abramovicz, Hirsch Isaak Hermann, geboren am 10. Juni 1873 in Kraków (dt. Krakau) / Galizien, wohnhaft in Berlin (Friedrichshain), Deportation ab Berlin am 11. Juni 1942 nach Theresienstadt, Ghetto. |
|      | Liselotte Ackermann        | Markgrafendamm 16                                                                                          |  | 27. März 2008 | Ackermann, Liselotte, geboren am 8. Dezember 1918 in Friesack (Westhavelland), wohnhaft in Berlin (Wilmersdorf), Deportation ab Berlin am 1. März 1943 nach Auschwitz, Vernichtungslager. |
|      | Alexander Adam             | Frankfurter Allee 35/37                                                                                    |  |               | Geboren am 10. Februar 1868 in Zempelburg; Textilkaufmann; Berliner Wohnungen: Dirschauer Straße 13, Frankfurter Allee 305; am 18. Oktober 1941 mit dem 1. Osttransport ins Getto Litzmannstadt deportiert; Unterkunft in Alexanderhofstraße 25/32; im Getto verstorben am 19. Dezember 1941. |
|      | Hertha Adam                | Frankfurter Allee 35/37                                                                                    |  |               | Hertha Adam, geb. Rosenbaum, geboren am 8. August 1888 in Crone an der Brahe, heute Koronowo. Zeitpunkt des Umzuges nach Berlin ist unbekannt. Heirat mit Paul Adam, Geburt der gemeinsamen Tochter Ruth am 28. September 1921. Wohnhaft in der Frankfurter Allee 305, heute Hausnummer 35/37, seit 1925. Nach dem Tod Paul Adams 1936 führte sie das Gardinen- und Teppichgeschäft ihres Mannes bis zur erzwungenen Geschäftsaufgabe bis zum 31. Dezember 1938 als Inhaberin weiter. Deportation am 18. Oktober 1941 mit dem 1. Osttransport ins Getto Litzmannstadt mit Tochter Ruth und ihrer Schwester Else. Deportation am 8. Mai 1942 aus Litzmannstadt in das Vernichtungslager Kulmhof (Chełmno) und ermordet. |
|      | Margot Altkorn             | Petersburger Straße 31                                                                                     |  | 30. Aug. 2023 | |
|      | Regina Altkorn             | Petersburger Straße 31                                                                                     |  | 30. Aug. 2023 | |
|      | Rosa Altkorn               | Petersburger Straße 31                                                                                     |  | 30. Aug. 2023 | |
|      | Simon Altkorn              | Petersburger Straße 31                                                                                     |  | 30. Aug. 2023 | (Auszug)…wanderten die Töchter 1936 aus: Regina emigrierte nach Palästina, Margot nach Spanien und von dort 1939 nach Frankreich. Simon Altkorn wurde aufgrund seiner polnischen Staatsangehörigkeit Ende Oktober 1938 nach Polen ausgewiesen. Er zog zurück nach Lemberg. Im Sommer 1939 bekam er eine Einreiseerlaubnis, um seine Frau, die krank in Berlin zurückgeblieben war, zu sich zu holen. Simon und Rosa Altkorn hofften, von Lemberg nach Palästina auswandern zu können. Mit dem Beginn des Zweiten Weltkriegs verliert sich aber ihre Spur und es ist davon auszugehen, dass sie zu einem unbekannten Zeitpunkt ermordet wurden. |
|      | Hulda Anschel              | Platz der Vereinten Nationen 6/7                                                                           |  |               | [ 11 ] |
|      | Max Anschel                | Platz der Vereinten Nationen 6 / 7                                                                         |  |               | [ 12 ] |
|      | Werner Anschel             | Platz der Vereinten Nationen 6 / 7                                                                         |  |               | [ 13 ] |
|      | Bertha Badt                | Frankfurter Allee 104                                                                                      |  | 21. Juli 2012 | Ein weiterer Stolperstein für Bertha Badt liegt in Aschersleben in der Breite Straße 39. |
|      | Max Badt                   | Frankfurter Allee 104                                                                                      |  | 21. Juli 2012 | Ein weiterer Stolperstein für Max Badt liegt in Aschersleben in der Breite Straße 39. |
|      | Alice Baecker              | Rigaer Straße 57                                                                                           |  |               | [ 14 ] |
|      | Fritz Baecker              | Rigaer Straße 57                                                                                           |  |               | [ 15 ] |
|      | Josef Baendel              | Andreasstraße 47                                                                                           |  | 22. Sep. 2016 | [ 16 ] |
|      | Siegfried Baendel          | Andreasstraße 47                                                                                           |  | 22. Sep. 2016 | [ 17 ] |
|      | Zierel Baendel             | Andreasstraße 47                                                                                           |  | 22. Sep. 2016 | Zierel Baendel, geboren 14. August 1902 in Lodz, Piotrkow (Russland); Zwangsarbeiterin bei Charlottenburger Motoren- und Gerätebau, Potsdamer Straße 98 |
|      | Edith Baer                 | Friedenstraße 24                                                                                           |  | 23. März 2021 | Baer, Edith, (…Auszug) (Der Bruder von Edith Baer) Hans Hirsch war seit 1930 mit der Nicht-Jüdin Elsbeth, geb. Ide, verheiratet, der gemeinsame Sohn Frank Heinz Hirsch war 1932 zur Welt gekommen. Elsbeth Hirsch widerstand dem Druck, sich von ihrem jüdischen Mann scheiden zu lassen und konnte ihn dadurch vor der Deportation schützen. Seine Mutter und seine Schwester jedoch nicht: Edith Baer wurde am 19. Oktober 1942 mit dem 21. Osttransport nach Riga deportiert, wo sie drei Tage später ermordet wurde. |
|      | Franziska Baer             | Strausberger Straße 38                                                                                     |  |               | [ 20 ] |
|      | Günther Baer               | Strausberger Straße 38                                                                                     |  |               | [ 21 ] |
|      | Richard Baer               | Strausberger Straße 38                                                                                     |  |               | [ 22 ] |
|      | Max Barta                  | Sonntagstraße 29                                                                                           |  | 14. Juli 2007 | [ 23 ] |
|      | Erich Becker               | Warschauer Straße 61                                                                                       |  | 21. Juli 2012 | [ 24 ] |
|      | Erna Becker                | Warschauer Straße 61                                                                                       |  | 21. Juli 2012 | [ 25 ] |
|      | Jenny Becker               | Warschauer Straße 61                                                                                       |  | 21. Juli 2012 | [ 26 ] |
|      | Robert Becker              | Warschauer Straße 61                                                                                       |  | 21. Juli 2012 | [ 27 ] |
|      | Hans Behrendt              | Schreinerstraße 51                                                                                         |  | 9. Apr. 2019  | Hans Behrendt (…Auszug) musste im Klinkerwerk Oranienburg arbeiten, einem Außenlager des KZ Sachsenhausen. In diesem Großziegelwerk mit eigenem Hafen an der Lehnitzschleuse wurden Ziegel für Albert Speers Großbauvorhaben in Berlin produziert, dem Aufbau der Reichshauptstadt Germania. Die Häftlinge selbst hatten Fabrik und Hafenanlage außerhalb des Hauptlagers zu bauen. Mit 1.500 im Klinkerwerk eingesetzten Häftlingen war das Kommando eines der größten und die Arbeitsstätte eine der gefürchtetsten im Sachsenhausen-Komplex, da es wegen Erschöpfung und durch Misshandlungen des Wachpersonals fast täglich zu Todesfällen kam. Am 15. Juli 1942 um 14:30 Uhr wurde Hans Behrendt im KZ Sachsenhausen ermordet. |
|      | Louis Behrendt             | Schreinerstraße 51                                                                                         |  | 9. Apr. 2019  | [ 29 ] |
|      | Max Behrendt               | Landsberger Allee 8                                                                                        |  | 8. Mai 2023   | |
|      | Aron Bendit                | Rigaer Straße 80                                                                                           |  | 6. Juni 2013  | Bendit, Aron, wurde am 19. März 1940 als einziges Kind seiner Eltern Luise und Leo Bendit geboren. Er wohnte mit seinen Eltern und Großeltern, Samuel und Jenni Bukofzer, in der Rigaer Straße 80. Am 4. März 1943 wurde er mit seiner Mutter Luise im 34. Osttransport, Vater Leo am 6. März 1943 mit dem 35. Osttransport nach Auschwitz deportiert und dort ermordet. |
|      | Leo Bendit                 | Rigaer Straße 80                                                                                           |  | 6. Juni 2013  | Bendit, Leo, geboren am 2. Juni 1906 in Krojanke (Flatow) / Westpreußen, wohnhaft in Berlin (Friedrichshain), 1939 Hochzeit mit Luise Bukofzer, Deportation ab Berlin am 6. März 1943 nach Auschwitz, Vernichtungslager. |
|      | Luise Bendit               | Rigaer Straße 80                                                                                           |  | 6. Juni 2013  | Bendit, Luise, geborene Bukofzer, geboren am 9. Februar 1920 in Berlin, wohnhaft in Berlin (Friedrichshain), 1939 Hochzeit mit Leo Bendit, Deportation ab Berlin am 4. März 1943 nach Auschwitz, Vernichtungslager. |
|      | Alice Berliner             | Platz der Vereinten Nationen 28                                                                            |  | 8. Sep. 2017  | |
|      | Charlotte Bernstein        | Simon-Dach-Straße 25                                                                                       |  |               | |
|      | Frieda Bernstein           | Sonntagstraße 5                                                                                            |  | 10. Okt. 2011 | [ 33 ] |
|      | Elsa Bibo                  | Warschauer Straße 85                                                                                       |  | 9. Apr. 2019  | [ 34 ] |
|      | Meta Bibo                  | Warschauer Straße 85                                                                                       |  | 9. Apr. 2019  | [ 35 ] |
|      | Justine Bischofswerder     | Markgrafendamm 25C (Ecke Persiusstraße)                                                                    |  | 27. März 2008 | Justina Bischofswerder (…Auszug) wurde im Rahmen der „Fabrikaktion“, bei der die letzten offiziell in Berlin lebenden Juden deportiert werden sollten, im Frühjahr 1943 auf offener Straße am Bayerischen Platz in Schöneberg verhaftet und in das Sammellager in der Großen Hamburger Straße 26 verschleppt. Von dort wurde die 54-Jährige am 6. März 1943 mit dem „35. Osttransport“ in das Vernichtungslager Auschwitz deportiert und dort ermordet. |
|      | Charlotte Bloch            | Markgrafendamm 35                                                                                          |  | 27. März 2008 | (…Auszug) Die in der Weimarer Republik nach ihrer langjährigen Verwaltungsdienstzeit kurz vor der Verbeamtung stehende Charlotte Ahlert wurde im Frühjahr 1933 fristlos aus dem städtischen Dienst entlassen und musste von da an ihren Unterhalt als Fabrikarbeiterin verdienen. 1934 wurde ihre Tochter Eva eingeschult. Sie besuchte bis 1942 eine Volksschule in Berlin-Stralau. Ab Herbst 1939 musste Charlotte Ahlert Zwangsarbeit in einer als kriegswichtig eingestuften Berliner Gummifabrik leisten. Zuletzt war sie Zwangsarbeiterin in einer Fesselballon-Fabrik der „Luftschiffbau Zeppelin GmbH“ in Tempelhof. |
|      | Georg Blond                | Georgenkirchstraße 4                                                                                       |  | 7. Aug. 2014  | [ 38 ] |
|      | Harry Blond                | Georgenkirchstraße 4                                                                                       |  | 7. Aug. 2014  | [ 39 ] |
|      | Reinhard Blond             | Georgenkirchstraße 4                                                                                       |  | 7. Aug. 2014  | [ 40 ] |
|      | Alexander Blüger           | Weichselstraße 30                                                                                          |  | 18. Sep. 2019 | [ 41 ] |
|      | Casimira Blüger            | Weichselstraße 30                                                                                          |  | 18. Sep. 2019 | [ 42 ] |
|      | Walter Blüger              | Weichselstraße 30                                                                                          |  | 18. Sep. 2019 | [ 43 ] |
|      | Alfred Blum                | Mollstraße 31                                                                                              |  | 16. Okt. 2024 | [ 44 ] |
|      | Baisia Bertha Blum         | Mollstraße 31                                                                                              |  | 16. Okt. 2024 | [ 44 ] |
|      | Herbert Blum               | Mollstraße 31                                                                                              |  | 16. Okt. 2024 | [ 44 ] |
|      | Margot Blum                | Mollstraße 31                                                                                              |  | 16. Okt. 2024 | [ 44 ] |
|      | Moses Blum                 | Mollstraße 31                                                                                              |  | 16. Okt. 2024 | [ 44 ] |
|      | Dorothea Blumenstein       | Barnimstraße 10                                                                                            |  | 11. Mai 2023  | |
|      | Inge Blumenstein           | Barnimstraße 10                                                                                            |  | 11. Mai 2023  | |
|      | Jenny Blumenstein          | Barnimstraße 10                                                                                            |  | 11. Mai 2023  | |
|      | Samuel Blumenstein         | Barnimstraße 10                                                                                            |  | 11. Mai 2023  | (Auszug) …Samuel Blumenstein war Inhaber einer Betriebswerkstatt zur Anfertigung von Herrenkonfektion und beschäftigte mehrere Angestellte … Ende Mai 1939 wurde Samuel Blumenstein verhaftet und aufgefordert, bis Ende Juni 1939 das „Reichsgebiet“ zu verlassen. Es gelang seiner Ehefrau Auswanderungspapiere für Shanghai zu beschaffen und damit seine Freilassung zu erwirken. Die Familie verließ Berlin überstürzt am 20. Juni 1939 … In Shanghai lebte die Familie mit vielen anderen jüdischen Flüchtlingen aus Europa in engen, sehr einfachen Verhältnissen. Sie litten unter dem Klima, den dort grassierenden Krankheiten, wie Ruhr, und der unzureichenden Lebensmittelversorgung. Die Familie Blumenstein konnte Shanghai um 1950 verlassen und in die USA auswandern. |
|      | Betty Blumenthal           | Kochhannstraße 1                                                                                           |  | 16. Mai 2006  | [ 46 ] |
|      | Julius Blumenthal          | Kochhannstraße 1                                                                                           |  | 16. Mai 2006  | (…Auszug) Das letzte uns heute erhaltene Lebenszeichen der Blumenthals ist, wie bei vielen anderen deportierten Juden, ihre Vermögenserklärung. Sie ist auf den 20. November 1941 datiert. Eine Woche später brachte man Betty und Julius mit dem 7. Osttransport von Berlin nach Riga, wo sie am 30. November 1941 ermordet wurden. Das Deutsche Reich kassierte nach der Deportation des Ehepaares den noch ausstehenden Lohn von Julius Blumenthals ein: 12,83 RM für seine Arbeitstage im November. Der Vermieter ihrer Wohnung bestand ebenso auf seinem Geld: Er beantragte beim Oberfinanzpräsidenten die Miete bis Januar 1942, da er bis dahin noch keinen Nachmieter für die Wohnung gefunden hatte. |
|      | Alfred Bornstein           | Petersburger Straße 63 (Ecke Mühsamstraße)                                                                 |  | 2. Dez. 2005  | Bornstein, Alfred, geboren am 18. Oktober 1897 als fünftes Kind einer jüdischen Familie in Konkolewo (heute Kąkolewo). Nach dem Ersten Weltkrieg – in welchem er offensichtlich verwundet wurde (er bezog eine Kriegsbeschädigtenrente) – Umzug nach Berlin. Hier arbeitete als Kaufmann. 1921 Heirat mit Helene Rotholz. Geburt der Söhne Arnold Günter und Joachim Bornstein 1922 und 1923. Seit August 1932 bewohnte die Familie eine Wohnung in der 2. Etage im Vorderhaus der Petersburger Straße 19 (heutige Nr. 63). Gemeinsam mit den zwei Söhnen und Frau Helene, Transport in die für diesen Zweck missbrauchte Synagoge Levetzowstraße 7–8 zur Deportationsregistrierung und Ablieferung von Vermögenserklärungen. Deportation am 27. November 1941 mit dem 7. Osttransport nach Riga. Die insgesamt 1053 deportierten Berliner Juden des 7. Osttransports wurden im Zuge der Massenerschießungen mit weiteren 25.500 lettischen Juden durch SS- und Polizeiangehörige sowie lettische Hilfspolizisten im Wald von Rumbula bei Riga am 30. November 1941 ermordet. |
|      | Arnold Günter Bornstein    | Petersburger Straße 63 (Ecke Mühsamstraße)                                                                 |  | 2. Dez. 2005  | [ 49 ] |
|      | Helene Bornstein           | Petersburger Straße 63 (Ecke Mühsamstraße)                                                                 |  | 2. Dez. 2005  | [ 50 ] |
|      | Joachim Bornstein          | Petersburger Straße 63 (Ecke Mühsamstraße)                                                                 |  | 2. Dez. 2005  | Bornstein, Joachim, geboren am 20. Juli 1923 in Berlin. Jüngster von zwei Söhnen des Ehepaares Alfred und Helene Bornstein, geb. Rotholz. Seit August 1932 bewohnte die Familie eine Wohnung in der 2. Etage im Vorderhaus der Petersburger Straße 19 (heutige Nr. 63). Ab April 1933 Entzug auf höhere Schulbildung durch das „Gesetz gegen die Überfüllung deutscher Schulen und Hochschulen“. Um 1940/41 Zwangsarbeit bei dem Konservendosen-Großhändler Paul Wachholz in der Siemensstraße 23/24. Gemeinsam mit den Eltern und Bruder Arnold Günter Transport in die für diesen Zweck missbrauchte Synagoge Levetzowstraße 7–8 zur Deportationsregistrierung und Ablieferung von „Vermögenserklärungen“. Deportation am 27. November 1941 mit dem 7. Osttransport nach Riga. Die insgesamt 1053 deportierten Berliner Juden des 7. Osttransports wurden im Zuge der Massenerschießungen mit weiteren 25.5000 lettischen Juden durch SS- und Polizeiangehörige sowie lettische Hilfspolizisten im Wald von Rumbula bei Riga am 30. November 1941 ermordet. |
|      | Adolf Brauer               | Dolziger Straße 1                                                                                          |  |               | Brauer, Adolf, geboren am 27. November 1870 im schlesischen Zaborze (heute Ortsteil der polnischen Stadt Zabrze). Verheiratet mit Rosa Bauer, geb. Meyer. Gemeinsam ab 1913 wohnhaft in 3-Zimmer-Wohnung in 1. Etage des Hauses Proskauer Straße 20, heute Dolziger Straße 1. Das Ehepaar Brauer hatte drei Kinder: Elli, Charlotte und Helmut, denen in den 1930er Jahren die Flucht ins Ausland gelang. Anfang September 1942 Transport mit Frau Rosa in das Sammellager in der Großen Hamburger Straße 26, vor Zweckentfremdung durch die Nationalsozialisten Ort des Jüdischen Altersheimes. Deportation mit dem 59. „Alterstransport“ am 8. September 1942 in das Ghetto Theresienstadt. Deportation in das Vernichtungslager Treblinka am 29. September 1942. Ermordung höchstwahrscheinlich direkt nach der Ankunft. |
|      | Rosa Brauer                | Dolziger Straße 1                                                                                          |  |               | Brauer, Rosa, geb. Meyer, geboren am 30. August 1868 in Konitz (Westpreußen, heute Chojnice). Verheiratet mit Adolf Bauer. Gemeinsam ab 1913 wohnhaft in 3-Zimmer-Wohnung in 1. Etage des Hauses Proskauer Straße 20, heute Dolziger Straße 1. Sie brachte drei Kinder zur Welt: Elli, Charlotte und Helmut, denen in den 1930er Jahren die Flucht ins Ausland gelang. Anfang September 1942 Transport mit Mann Adolf in das Sammellager in der Großen Hamburger Straße 26. Deportation mit dem 59. „Alterstransport“ am 8. September 1942 in das Ghetto Theresienstadt. Deportation in das Vernichtungslager Treblinka am 29. September 1942. Ermordung höchstwahrscheinlich direkt nach der Ankunft. |
|      | Alfred Braun               | Annemirl-Bauer-Platz                                                                                       |  | 4. Apr. 2022  | [ 52 ] |
|      | Arthur Braun               | Simplonstraße 77 (Annemirl-Bauer-Platz)                                                                    |  | 10. Dez. 2007 | |
|      | Charlotte Brieger          | Stralauer Allee 23A                                                                                        |  | 27. März 2008 | [ 53 ] |
|      | Martha Brieger             | Stralauer Allee 23A                                                                                        |  | 27. März 2008 | [ 54 ] |
|      | Sigismund Brieger          | Stralauer Allee 23A                                                                                        |  | 27. März 2008 | [ 55 ] |
|      | Bernhard Britzmann         | Gubener Straße 36                                                                                          |  | 20. Sep. 2013 | [ 56 ] |
|      | Ella Britzmann             | Gubener Straße 36                                                                                          |  | 20. Sep. 2013 | [ 57 ] |
|      | Gerhard Nathan Brück       | Richard-Sorge-Straße 67                                                                                    |  | 8. Mai 2019   | [ 58 ] |
|      | Georg Brück                | Richard-Sorge-Straße 67                                                                                    |  | 8. Mai 2019   | |
|      | Konrad Brzezek             | Lichtenberger Straße 40 (Ecke Holzmarktstraße)                                                             |  | 18. Juli 2007 | Konrad Brzezek, geboren am 13. September 1903 im oberschlesischen Ruptau (heute Ruptawa, ein Ortsteil von Jastrzębie-Zdrój), betrieb mit seiner Frau Erna (am 17. Juni 1909 in Görlitz geborene Lange) einen Seifenladen in der Langen Straße 108 (heute Mehlbeerenweg). Das Geschäft war ein zentraler Begegnungsort für die Zeugen Jehovas. Das Ehepaar gehörte der Glaubensgemeinschaft an, Konrad Brzezek leitete zudem eine der Friedrichshainer Gruppen. Trotz des Verfolgungsdrucks gegen die Zeugen Jehovas im Nationalsozialismus setzte er diese Tätigkeit in der Illegalität fort, so wurden z. B. im Seifengeschäft ein Grammophon und eine Schallplatte mit deutschsprachigen Aufnahmen von Joseph Franklin Rutherford aufbewahrt, beides war ins Land geschmuggelt worden. Das Ehepaar musste eine mehrmonatige Gefängnisstrafe verbüßen, nahm aber von ihrem Glauben keinen Abstand. Im Oktober 1937 wurde in einem Sondergerichtsverfahren erneut Anklage gegen beide erhoben. Diesmal lautete das Urteil acht Monate Gefängnis. Am 2. Dezember 1941 sollte Konrad Brzezek zum Kriegsdienst eingezogen werden, erklärte aber beim Wehrkreiskommando dieser Aufforderung nicht Folge zu leisten. Daraufhin verhaftet, verurteilte ihn das Reichskriegsgericht am 30. April 1942 zum Tode. Nach der Urteilsbestätigung am 19. Mai 1942 wurde das Urteil am 6. Juni 1942 im Gefängnis Brandenburg-Görden vollstreckt. |
|      | Martha Büttner             | Ebertystraße 12a                                                                                           |  | 14. Juni 2018 | |
|      | Friedrich Büttner          | Ebertystraße 12a                                                                                           |  | 14. Juni 2018 | |
|      | Emma Bukofzer              | Straße der Pariser Kommune 36 (Ecke Hildegard-Jadamowitz-Straße)                                           |  |               | |
|      | Jenni Bukofzer             | Rigaer Straße 80                                                                                           |  | 6. Juni 2013  | Bukofzer, Jenni, geb. Berndt, geboren am 15. Mai 1885 in Kolberg (heute: Kołobrzeg). Tochter von Julius und Frieda (geb. Tau). 1897 Umzug nach Berlin. Jenni Bukofzer hatte drei Kinder. 1903 Geburt des ersten Kindes, Betti Arndt. Sie kam unehelich zur Welt, überlebte die Zeit des Nationalsozialismus. 1906 Heirat mit dem Schneider Samuel Bukofzer. Zwei gemeinsame Töchter, Erna und Luise. Jenni Bukofzer lebte mit ihrem Mann Samuel in der Rigaer Straße 80. Im Zuge der Vergeltungsaktion des Brandanschlages auf die NS-Propagandaausstellung „Das Sowjetparadies“, wurde Samuel Bukofzer am 27. Mai 1942 in einer „Sonderaktion gegen Juden“ verhaftet und am 28. Mai im KZ Sachsenhausen erschossen. Deportation am 5. Juni 1942 nach Theresienstadt. Deportation nach Auschwitz am 9. Oktober 1944 und dort ermordet. |
|      | Rosalie Bukofzer           | Straße der Pariser Kommune 36 (Ecke Hildegard-Jadamowitz-Straße)                                           |  |               | |
|      | Samuel Bukofzer            | Rigaer Straße 80                                                                                           |  | 6. Juni 2013  | Bukofzer, Samuel, geboren am 15. Mai 1881 in Isabella, Landkreis Schubin, in Posen (heute: Poznań). 1906 Heirat mit Jenni Bukofzer, geb. Berndt. Sie brachte ihre Tochter Betti mit in die Ehe. Zwei gemeinsame Töchter, Erna und Luise. Wohnhaft in der Rigaer Straße 80, wo auch die Familie von Tochter Luise Bendit, geb. Bukofzer, lebte. Im Zuge der Vergeltungsaktion des Brandanschlages auf die NS-Propagandaausstellung „Das Sowjetparadies“, wurde Samuel Bukofzer am 27. Mai 1942 in einer „Sonderaktion gegen Juden“ verhaftet und am 28. Mai im KZ Sachsenhausen erschossen. |
|      | Jeanette Caro              | Kochhannstraße 38                                                                                          |  | 11. Mai 2023  | (Auszug) … Jeanette und Therese Täubchen Caro wohnten fast 30 Jahre im ersten Stock des Hauses Kochhannstraße 38. Jeanette verdiente ihren Lebensunterhalt als Schneiderin. Die Schwestern Caro litten auch zunehmend unter der Entrechtung und Verfolgung von Jüd*innen seit 1933. Sie mussten ihre Wohnung in der Kochhannstraße 38 aufgeben und wohnten zuletzt zur Untermiete in der Alexanderstraße 53 in Mitte. Jeanette und Therese Täubchen Caro wurden am 26. September 1942 mit dem sogenannten „20. Osttransport“ nach Raasiku bei Tallinn (Estland) deportiert und wahrscheinlich direkt nach der Ankunft in einem nahegelegenen Waldgebiet erschossen. |
|      | Therese Caro               | Kochhannstraße 38                                                                                          |  | 11. Mai 2023  | |
|      | Charlotte Casper           | Revaler Straße 26a (Ecke Matkowskystraße)                                                                  |  | 11. Mai 2011  | [ 63 ] |
|      | Hanne Casper               | Marchlewskistraße 100                                                                                      |  | 13. Sep. 2007 | Casper, Hanne, (…Auszug) Über den Caspars wohnte nach Berichten von Frieda Casper ein Nationalsozialist, der sie und ihre Mutter bei jeder sich bietenden Gelegenheit drangsalierte. Mehrfach wurden die beiden Frauen in den Jahren 1937/1938 von „SA Leuten aus dem Geschäft geholt, bedroht und herumgestoßen; auch [die] Kunden wurden bedroht und belästigt.“ Nachdem 1938 Teile der Verkaufsräume und des zugehörigen Lagerbestandes im Zuge der Pogrome zerstört und geplündert worden waren, sah sich Johanna Casper gezwungen, das Geschäft aufzugeben. Ihre Tochter Frieda erlebte in der Folge im Frühjahr 1939 einen psychischen Zusammenbruch und wurde für einige Wochen im Jüdischen Krankenhaus behandelt, bevor sie sich selbst entließ … |
|      | Klaus Casper               | Revaler Straße 26a (Ecke Matkowskystraße)                                                                  |  | 11. Mai 2011  | [ 65 ] |
|      | Martin Casper              | Revaler Straße 26a (Ecke Matkowskystraße)                                                                  |  | 11. Mai 2011  | [ 66 ] |
|      | Jakob Koppel Chajes        | Koppenstraße 3                                                                                             |  | 5. Mai 2025   | |
|      | Minna Chajes               | Koppenstraße 3                                                                                             |  | 5. Mai 2025   | |
|      | Paul Heinz Chajes          | Koppenstraße 3                                                                                             |  | 5. Mai 2025   | |
|      | Ellen Cohn                 | Warschauer Straße 24                                                                                       |  | 18. Juli 2025 | [ 67 ] |
|      | Ernst Cohn                 | Warschauer Straße 24                                                                                       |  | 18. Juli 2025 | [ 67 ] |
|      | Eva Cohn                   | Warschauer Straße 24                                                                                       |  | 18. Juli 2025 | [ 67 ] |
|      | Irene Cohn                 | Warschauer Straße 24                                                                                       |  | 18. Juli 2025 | [ 67 ] |
|      | Jakob Cohn                 | Warschauer Straße 24                                                                                       |  | 18. Juli 2025 | [ 67 ] |
|      | Gertrud Cohn               | Sonntagstraße 32 (Annemirl-Bauer-Platz)                                                                    |  | 10. Dez. 2007 | [ 68 ] |
|      | Helene Cohn                | Stralauer Allee 23A                                                                                        |  | 27. März 2008 | [ 69 ] |
|      | Ernst Conrad               | Matternstraße 9                                                                                            |  |               | |
|      | Jacob Coper                | Platz der Vereinten Nationen                                                                               |  | 8. Sep. 2022  | [ 70 ] |
|      | Josef Cyzner               | Büschingstraße 2                                                                                           |  | 21. Juli 2012 | Josef Cyzner, geboren am 23. Dezember 1891 in Chrzanów (Galizien), war in erster Ehe seit dem 16. Oktober 1923 mit Debora geborene Lerner verheiratet, die am 2. Dezember 1924 sehr wahrscheinlich an den Folgen der Geburt ihrer Tochter Debora starb. Er war Kaufmann, lebte etwa ab 1935 in der Büschingstraße 2 und betrieb in der Nachbarschaft ein Geschäft für Leder- und Berufsbekleidung. Er wurde am 28. Oktober 1938 im Rahmen der sogenannten „Polenaktion“ aufgrund seiner polnischen Staatsangehörigkeit verhaftet und nach Polen abgeschoben. Seine zweite Frau Selma Cyzner folgte ihm mit den beiden Kindern in seine Geburtsstadt Chrzanów. Hier wurde nach der Besetzung durch die deutsche Wehrmacht ein Ghetto für die jüdische Bevölkerung errichtet. Von hier wurden beide im Februar 1943 in das Vernichtungslager Auschwitz verschleppt und dort ermordet. |
|      | Selma Cyzner               | Büschingstraße 2                                                                                           |  | 8. Juni 2024  | Selma Cyzner, geboren am 22. August 1894 als Selma Karfiol in Głogów Małopolski (Galizien), übersiedelte zu einem unbekannten Zeitpunkt nach Berlin und heiratete hier am 19. April 1927 den Kaufmann Josef Cyzner. Er war verwitwet und brachte die Tochter Debora, geboren am 1. Dezember 1924, mit in die Ehe. Am 16. Juli 1930 wurde die gemeinsame Tochter Ruth geboren. Die Familie lebte etwa ab 1935 in der Büschingstraße 2. Josef Cyzner wurde 1938 aufgrund seiner polnischen Staatsangehörigkeit verhaftet und nach Polen abgeschoben. Die Töchter wurden im Mai 1939 mit einem Kindertransport nach England geschickt und dadurch gerettet. Selma Cyzner folgte ihrem Ehemann nach Polen in dessen Geburtsstadt Chrzanów. Von dort wurden beide im Februar 1943 in das nur 20 Kilometer entfernte Vernichtungslager Auschwitz verschleppt und dort ermordet. Die Tochter Deborah verheiratete Frey starb am 26. Dezember 1989 in New York, Ruth Cyzner besuchte 2010 ihre Geburtsstadt Berlin durch Einladung im Emigrantenprogramm des Berliner Senats und lebte Ende 2023 noch. |
|      | Else Czarlinski            | Holzmarktstraße 51                                                                                         |  | 3. Apr. 2025  | [ 80 ] |
|      | Berek Dembina              | Waldeyerstraße 1a                                                                                          |  | 9. Apr. 2019  | Berek Dembina, geboren am 1. Februar 1897, Schuhmacher, floh im April 1939 nach Belgien. Seine schwangere Lebenspartnerin Margarete Reszka blieb in Berlin zurück, sie sollte später mit dem Kind folgen. Der Beginn des Zweiten Weltkriegs verhinderte dies. Dembina wurde im Januar 1941 in Houthalen interniert, im Juni 1941 verhaftet und im August 1941 ins Zwangsarbeitslager Overpelt überführt. Er überlebte den Zweiten Weltkrieg seit Juni 1942 in einem Versteck in Brüssel. |
|      | Bertha Deworesohn          | Richard-Sorge-Straße 34                                                                                    |  | 21. Juli 2012 | [ 83 ] |
|      | Liese Deworesohn           | Richard-Sorge-Straße 34                                                                                    |  | 21. Juli 2012 | [ 84 ] |
|      | Erich Dickhoff             | Marchlewskistraße 100                                                                                      |  | 26. Apr. 2014 | Geboren am 16. September 1910 in Bövinghausen bei Dortmund; nach der Reichspogromnacht im November 1938 im KZ Buchenwald inhaftiert; am 29. Januar 1940 Abmeldung aus Paderborn; zusammen mit seiner Frau Rosa am 2. März 1943 mit dem 32. Osttransport nach Auschwitz deportiert Die Eltern von Erich, Bernhard und Johanna Dickhoff, wurden am 10. Dezember 1941 nach Riga deportiert und ermordet. Ihre Namen stehen auf der Liste aller ermordeten Juden aus Paderborn. Nur seinem Bruder Erich Dickhoff (geb. am 5. Februar 1912) gelang die Flucht vor den Nazis, er starb 1983 in Israel. Der erste Stein für Erich Dickhoff wurde bereits 2003 (oder später) verlegt, damals zwischen den Aufgängen Marchlewskistraße 100 und 102 (Foto des alten Steins). Im Zuge von Bauarbeiten wurde er 2013 entfernt und, trotz Zusicherung der Baufirma, nicht wieder eingesetzt. Am 26. April 2014 wurde ein neuer, korrigierter Stein verlegt. |
|      | Rosa Dickhoff              | Marchlewskistraße 100                                                                                      |  | 2002?         | Der Stein für Rosa Dickhoff (am 25. Juli 1897 in Labischin geborene Casper) wurde bereits 2002 (oder früher) verlegt, damals vor der Marchlewskistraße 102. Im Zuge von Bauarbeiten wurde er 2013 entfernt und am 26. April 2014 an der richtigen Adresse wieder verlegt. |
|      | Kurt Donn                  | Strausberger Platz 1                                                                                       |  | 14. Juni 2018 | [ 90 ] |
|      | Fritz Engel                | Lange Straße 79                                                                                            |  | 26. Sep. 2006 | Engel, Fritz, geboren am 30. April 1904 in Berlin. Er war ledig. Ab 1939 wohnhaft in Lange Straße 79, ab November 1942 im Krankenhaus der Jüdischen Gemeinde in der Auguststraße 16. Bürsteneinzieher in der Blindenwerkstatt von Otto Weidt. Deportation am 9. Dezember 1942 wurde in das Vernichtungslager Auschwitz-Birkenau. Dort ermordet. |
|      | Alice Erb                  | Niederbarnimstraße 13                                                                                      |  | 23. März 2021 | Der Stein wurde ursprünglich am 9. Dezember 2006 verlegt (Foto des ersten Steins); am 23. März 2021 wurde er durch einen berichtigten Stein ersetzt. |
|      | Brigitte Erb               | Niederbarnimstraße 13                                                                                      |  | 23. März 2021 | Der Stein wurde ursprünglich am 9. Dezember 2006 verlegt (Foto des ersten Steins); am 23. März 2021 wurde er durch einen berichtigten Stein ersetzt. |
|      | Pauline Falk               | Voigtstraße 35                                                                                             |  | 23. März 2021 | [ 91 ] |
|      | Siegfried Falk             | Voigtstraße 35                                                                                             |  | 23. März 2021 | |
|      | Ludwig Fass                | Matternstraße 5                                                                                            |  | 21. Juli 2012 | Fass, Ludwig, geboren am 20. August 1877 in Wreschen (heute: Września). Sohn von Louis und Emilie Fass, geb. Fass. Vater Louis von 1906 bis 1922 Eigentümer des Hauses in der Matternstraße 5. Nach seinem Tod war Mutter Emilie bis 1936 eingetragene Eigentümerin des Hauses. Heirat mit Selma Fass, geb. Gutmann. 1911 Geburt des Sohnes Heinz. Später Scheidung. Verhaftung im Rahmen der Fabrikaktion am 27. Februar 1943. Deportation nach Auschwitz am 1. März 1943 mit dem 31. Osttransport und dort ermordet. |
|      | Elias Feuerstein           | Neue Weberstraße 57                                                                                        |  | 9. Mai 2019   | [ 93 ] |
|      | Martha Feuerstein          | Neue Weberstraße 57                                                                                        |  | 9. Mai 2019   | [ 94 ] |
|      | Elise Ficius               | Oderstraße 9                                                                                               |  | 20. Sep. 2013 | [ 95 ] |
|      | Arno Fink                  | Mollstraße 30 (Ecke Pauline-Staegemann-Straße)                                                             |  | 18. März 2011 | [ 96 ] |
|      | Edeltraut Fink             | Mollstraße 30 (Ecke Pauline-Staegemann-Straße)                                                             |  | 18. März 2011 | [ 97 ] |
|      | Hermann Fink               | Mollstraße 30 (Ecke Pauline-Staegemann-Straße)                                                             |  | 18. März 2011 | [ 98 ] |
|      | Irmgard Fink               | Mollstraße 30 (Ecke Pauline-Staegemann-Straße)                                                             |  | 18. März 2011 | [ 99 ] |
|      | Willi Fischer              | Gubener Straße 22                                                                                          |  |               | In einem Verfahren am Kammergericht im Mai 1934 gegen Verteiler und Bezieher der Zeitschrift Roter Stoßtrupp wurde der Angestellte Willi Fischer zu zwei Jahren Zuchthaus verurteilt. Im Zuchthaus Brandenburg kam er an den Folgen von Misshandlungen am 18. Mai 1935 zu Tode. |
|      | Dorothea Fonden            | Oderstraße 34                                                                                              |  |               | Dorothea Fonden und zwei weitere Mitarbeiter der Bezirksverwaltung von Friedrichshain (damals Horst-Wessel-Stadt) drückten ihren Protest gegen das Nazi-Regime mit einem Spottgedicht aus, das auch unter Kollegen verteilt wurde. Das Gebet. Komm, Adolf, und sei unser Gast und gib uns … von dem, was Du uns versprochen hast. Nicht Stammgerichte und Hering, nein, was Goebbels … und Göring. Erst nahmst Du uns Schmalz … dann auch noch Zucker. Feste feiern und … das nennst Du Deutschland erneuern. Volk ohne Raum, Vieh ohne Futter, Führer ohne Frau, zehn Schlächter auf eine Sau, das ist Deutschlands Wiederaufbau … Nach dem Bekanntwerden der „reichsfeindlichen Umtriebe“ festgenommen, sprach der Volksgerichtshof am 4. Oktober 1943 drei Todesurteile wegen Wehrkraftzersetzung aus. Schon am nächsten Tag, dem 5. Oktober 1943, wurde Dorothea Fonden im Gefängnis Plötzensee hingerichtet. |
|      | Max Freystadt              | Barnimstraße 36                                                                                            |  | 8. Sep. 2022  | [ 103 ] |
|      | Rosa Freystadt             | Barnimstraße 36                                                                                            |  | 8. Sep. 2022  | [ 104 ] |
|      | Cäcilie Friedenstein       | Weichselstraße 17                                                                                          |  | 23. März 2021 | [ 105 ] |
|      | Hannchen Friedenstein      | Weichselstraße 17                                                                                          |  | 23. März 2021 | (…Auszug) Hannchen und Cäcilie Friedenstein wurden am 27. Februar 1943 Opfer der „Fabrikaktion“, bei der die bis dahin von der Deportation verschont gebliebenen jüdischen Zwangsarbeiterinnen, die in kriegswichtigen Betrieben zwangsbeschäftigt waren, verhaftet und deportiert wurden. Cäcilie wurde am 1. März 1943 mit dem „31. Osttransport“ nach Auschwitz deportiert und ermordet. Hannchen wurde am 17. März 1943 mit dem „4. großen Alterstransport“ nach Theresienstadt verschleppt, wo sie im Februar 1944 ums Leben kam. Sohn Ludwig Friedenstein hielt sich am Tag der „Fabrikaktion“ in der Wohnung auf und wurde gewarnt. Er tauchte unter und versteckte sich in der Umgebung von Berlin. 1944 gelang es ihm, Unterkunft bei einer Familie im Baumschulenweg zu finden, bei der er sich bis Kriegsende unter falschem Namen aufhielt. Seine Frau Sidonie und deren Familie wurden nach Auschwitz deportiert und ermordet. |
|      | Margot Friedländer         | Richard-Sorge-Straße 73                                                                                    |  | 13. Sep. 2009 | [ 107 ] |
|      | Erich Gentsch              | Markgrafendamm 11 (Ein weiterer Stolperstein für Gentsch befindet sich in der Äneasstraße 8 in Mariendorf) |  |               | |
|      | Hugo Germer                | Lehmbruckstraße 20                                                                                         |  |               | Dr. Germer, Hugo, geboren am 10. Januar 1869 als eines von vier Kindern von Hirsch und Emilie Germer, geb. Lesser, in Schloppe (heute: Człopa). 1888 Umzug nach Berlin. Abschluss seines Medizinstudiums. 1894 Niederlassung als Arzt. Blieb zeitlebens unverheiratet. Zunächst wohnhaft in der Stralauer Allee 25 A, wo sich seine Praxis und medizinische Fachbibliothek befand. Umzug in die Beymestraße 20 (heute: Lehmbruckstraße) am 31. Dezember 1935. 1938 endgültige Beendigung beruflicher Laufbahn durch Entzug der Approbation und Doktortitels jüdischer Mediziner durch Nationalsozialisten. Deportation am 17. August 1942 mit dem 1. Großen Alterstransport nach Theresienstadt. Tod in Theresienstadt am 13. November 1942. |
|      | Hermann Gosliner           | Matternstraße 5                                                                                            |  | 19. März 2018 | Ehemann von Margarete Gosliner, geb. Fass. Starb im Jüdischen Krankenhaus Berlin. |
|      | Margarete Gosliner         | Matternstraße 5                                                                                            |  | 21. Juli 2012 | Gosliner, Margarete, geb. Fass, geboren am 14. Juli 1879 in Obornik (heute: Oborniki). Tochter von Rosalie und Abraham Fass. Ab 1936 Miteigentümerin des Wohnhauses in der Matternstraße 5. Heirat mit Kaufmann Hermann Gosliner. 1900 Geburt des Sohnes Norbert. Deportation am 20. Juli 1942 mit dem „25. Osttransport“ nach Theresienstadt. Tod am 4. April 1943. |
|      | Bernhard Gottschalk        | Lange Straße 81                                                                                            |  | 19. Aug. 2006 | (…Auszug) Bernhard musste miterleben, wie seine Tochter und ihr Ehemann aus der Wohnung Lange Straße 84 in eines der Berliner Sammellager verschleppt wurden, bevor sie am 28. März 1942 mit dem „11. Osttransport“ in das Lager Piaski deportiert wurden. Sie gehörten nicht zu den wenigen Überlebenden dieser Transporte und wurden vermutlich im Vernichtungslager Belzec ermordet. Zur selben Zeit oder nicht viel später muss die Wohnung in Berlin geräumt und Bernhard Gottschalk in das Siechenheim des Jüdischen Krankenhauses Auguststraße 14–16 eingeliefert worden sein. Es war seine letzte Adresse in Berlin. Von hier aus wurde der 83-Jährige am 28. Mai 1943 mit dem sogenannten „90. Alterstransport“ in das Ghetto Theresienstadt deportiert. |
|      | Kurt Gritsch               | Rochowstraße 13A / 14                                                                                      |  |               | |
|      | Lina Günther               | Pintschstraße 7                                                                                            |  | 5. Okt. 2021  | Lina Günther zog 1933 in das Miethaus (damals Hausnummer 8) in eine Wohnung mit Stube und Küche im Vorderhaus. Als Jüdin musste sie in einer Wäscherei Zwangsarbeit verrichten. Am 3. März 1943 wurde sie von der Gestapo abgeholt und in das KZ Auschwitz gebracht, wo sie direkt nach der Ankunft ermordet wurde. |
|      | Wally Guthmann             | Strausberger Straße 35 (Ecke Palisadenstraße)                                                              |  |               | [ 111 ] |
|      | Bertha Gutmann             | Barnimstraße 18 (Ecke Georgenkirchstraße)                                                                  |  | 10. Dez. 2007 | [ 112 ] |
|      | Chawa Gutmann              | Barnimstraße 38                                                                                            |  | 10. Dez. 2007 | [ 113 ] |
|      | Levy Gutmann               | Barnimstraße 18 (Ecke Georgenkirchstraße)                                                                  |  | 10. Dez. 2007 | [ 114 ] |
|      | Markus Gutmann             | Barnimstraße 38                                                                                            |  | 10. Dez. 2007 | [ 115 ] |
|      | Dora Gutschein             | Krautstraße 50                                                                                             |  | 23. Sep. 2024 | [ 116 ] |
|      | Edith Gutschein            | Krautstraße 50                                                                                             |  | 23. Sep. 2024 | (Auszug) … Jacob, Sonja und ihre Kinder Max, Ruth, Edith und Dora flüchteten im Februar 1934 nach Spanien. Sie überlebten. |
|      | Jacob Gutschein            | Krautstraße 50                                                                                             |  | 23. Sep. 2024 | [ 116 ] |
|      | Max Gutschein              | Krautstraße 50                                                                                             |  | 23. Sep. 2024 | [ 116 ] |
|      | Ruth Gutschein             | Krautstraße 50                                                                                             |  | 23. Sep. 2024 | [ 116 ] |
|      | Sonja Gutschein            | Krautstraße 50                                                                                             |  | 23. Sep. 2024 | [ 116 ] |
|      | Gabriel Heimansohn         | Frankfurter Allee 100                                                                                      |  | 21. Juli 2012 | (…Auszug) Am 30. September 1938 wurde Gabriel Heimannsohn wie allen jüdischen Ärzten und Ärztinnen mit der „Vierten Verordnung zum Reichsbürgergesetz“ die Approbation entzogen. Er durfte noch 1938 als Wohlfahrtsarzt und zwischen 1939 und 1943 als „Krankenbehandler“ ausschließlich jüdische Patienten versorgen. Über den Tod seiner Eltern schrieb Dr. Rudolf Heimannsohn, der im Exil überlebte, später: „Meine Eltern sind Anfang Maerz 1943 von den Behoerden verhaftet und zunaechst in ein Sammellager zum Zwecke des Weitertransports gebracht worden. Dort haben meine Eltern am 2. März 1943 Selbstmord durch Vergiftung begangen.“ Gabriel Heimannsohn war 65 Jahre alt, als er sich der unmittelbar bevorstehenden Deportation nach Auschwitz durch Selbstmord entzog, seine Ehefrau war 61 Jahre alt. |
|      | Johanna Heimansohn         | Frankfurter Allee 100                                                                                      |  | 21. Juli 2012 | [ 119 ] |
|      | Else Herz                  | Neue Bahnhofstraße 29                                                                                      |  | 11. Mai 2011  | [ 120 ] |
|      | Fritz Herz                 | Neue Bahnhofstraße 29                                                                                      |  | 11. Mai 2011  | [ 121 ] |
|      | Georg Herzfeld             | Libauer Straße 6                                                                                           |  | 21. Juli 2012 | [ 122 ] |
|      | Günter Herzfeld            | Libauer Straße 6                                                                                           |  | 21. Juli 2012 | [ 123 ] |
|      | Edith Hirsch               | Strausberger Straße 38                                                                                     |  |               | |
|      | Rosalie Hirsch             | Friedenstraße 24                                                                                           |  | 23. März 2021 | Hirsch, Rosalie, (…Auszug) konnte die Deportation ihrer Tochter nicht verwinden: Sie wurde am 11. Februar 1943 in die geschlossene neurologische Abteilung des Jüdischen Krankenhauses in der Iranischen Straße 2 eingeliefert. Ihr Sohn besuchte sie fast täglich. Von dort wurde sie am 16. Juni 1943 mit dem 91. Alterstransport nach Theresienstadt deportiert. Nach nicht einmal einem Monat verstarb Rosalie Hirsch dort am 14. Juli 1943 im Alter von 72 Jahren. Auf ihrer Todesfallanzeige ist als Krankheit „Altersverstimmung“, als Todesursache „Lungenentzündung“ angegeben. |
|      | Georg Hoenich              | Rigaer Straße 30                                                                                           |  |               | Hönich, Georg, geboren am 30. Juli 1898 im schlesischen Glatz (heute: Kłodzko). 1918 Umzug nach Berlin. Wohnhaft in der Rigaer Straße 30 mit Ehefrau Edith (am 18. Oktober 1901 in Berlin geborene Davidsohn; gestorben am 12. August 1941) in 2-Zimmer-Wohnung. Geburt der Tochter Ruth am 27. Oktober 1926. Ab 1940/41 Zwangsarbeiter bei der Berliner Müllabfuhr. Deportation mit Tochter Ruth am 14. Dezember 1942 mit dem „25. Osttransport“ nach Auschwitz. Ermordung am 5. Januar 1943 ebenda. |
|      | Ruth Hoenich               | Rigaer Straße 30                                                                                           |  |               | Hönich, Ruth, geboren am 27. Oktober 1926 in Berlin. 1933 Einschulung und Besuch der 252. Volksschule. Deportation mit Vater Georg am 14. Dezember 1942 mit dem „25. Osttransport“ nach Auschwitz. Ermordung am 5. Januar 1943 ebenda. |
|      | Alfred Holdstein           | Dirschauer Straße 13                                                                                       |  | 7. Okt. 2020  | (…Auszug) Da Leo Bry, der Eigentümer des Kaufhauses, in dem Alfred Holdstein arbeitete, Jude war, wurde das Geschäft in der Pogromnacht vom 9. zum 10. November 1938 völlig demoliert, die Waren geplündert und nach dieser Nacht nicht mehr geöffnet. Alfred Holdstein, der bis dahin ein recht gutes Einkommen gehabt hatte, das der Familie eine bürgerliche Lebensführung ermöglichte, war nun arbeitslos. Er wurde später u. a. bei der Tiefbau-Firma Otto Trebitz zur Zwangsarbeit verpflichtet… Alfred Holdstein wurde im Zuge der Liquidierung des Lodzer Ghettos am 6. Juli 1944 in das Vernichtungslager Kulmhof (Chelmno) deportiert und ermordet. Alfred Holdsteins Eltern, sein Bruder Reinhard und dessen Frau Selma wurden Anfang März 1943 nach Auschwitz deportiert. David, Helene und Selma Holdstein wurden dort ermordet. |
|      | David Holdstein            | Schreinerstraße 21                                                                                         |  | 3. Apr. 2025  | [ 80 ] |
|      | Helene Franziska Holdstein | Schreinerstraße 21                                                                                         |  | 3. Apr. 2025  | [ 80 ] |
|      | Ida Holdstein              | Dirschauer Straße 13                                                                                       |  | 7. Okt. 2020  | [ 80 ] |
|      | Reinhard Holdstein         | Schreinerstraße 21                                                                                         |  | 3. Apr. 2025  | [ 80 ] |
|      | Selma Holdstein            | Schreinerstraße 21                                                                                         |  | 3. Apr. 2025  | [ 80 ] |
|      | Karl Holzfäller            | Markgrafendamm 35                                                                                          |  | 27. März 2008 | (…Auszug) „Der Angeklagte Holzfäller hat im Oktober 1943 dem Wehrmachtsangehörigen Niendorf gegenüber Äußerungen kommunistischer Prägung getan, um ihn in seiner staatsbejahenden Einstellung schwankend zu machen. Im gleichen Sinne hat er auch den Wehrmachtsangehörigen Petereit beeinflusst. Er wird deshalb wegen Wehrkraftzersetzung, Feindbegünstigung und Vorbereitung zum Hochverrat zum Tode und dauernden Ehrenrechtsverlust verurteilt. …Der Zeuge Niendorf erstattete am 18. Oktober 1943 von diesem Vorgang Anzeige bei der Geheimen Staatspolizei, nachdem er seine Bedenken, den Vater seines Freundes anzuzeigen, niedergekämpft hatte. Am 11. November 1943 wurde Karl Holzfäller verhaftet, vom Volksgerichtshof in Potsdam zum Tode verurteilt und im Zuchthaus Brandenburg-Görden hingerichtet“. |
|      | Willi Holzmann             | Niederbarnimstraße 7                                                                                       |  | 21. Juli 2012 | [ 129 ] |
|      | Günter Ingwer              | Boxhagener Straße 118                                                                                      |  | 2. Juni 2016  | Ingwer, Günther, geboren am 3. Oktober 1927 in Berlin als jüngster Sohn von Simon und Rosa Ingwer, geb. Gabriel. 1943 Internierung mit Vater Simon in der Sammelstelle Levetzowstraße vermutlich im Rahmen der Fabrikaktion. Deportation am 3. März 1943 nach Auschwitz mit dem „33. Osttransport“. Ermordung nach Ankunft in Auschwitz. |
|      | Kurt Ingwer                | Boxhagener Straße 118                                                                                      |  | 2. Juni 2016  | Ingwer, Kurt, geboren am 26. Dezember 1923 in Berlin als erster Sohn von Simon und Rosa Ingwer, geb. Gabriel. Simon und Rosa Ingwer wohnten seit ihrer Heirat 1922 in der Boxhagener Straße 118, in einer 3-Zimmer-Wohnung. Ab 1938 Zwangsarbeit als Möbellackierer. Im Laufe des Jahres 1939 Umzug in ein landwirtschaftliches Ausbildungslager der Hachschara-Bewegung der zionistischen Bewegung. 1940 illegale Auswanderung nach Palästina im Rahmen von Alija Bet. |
|      | Rosa Ingwer                | Boxhagener Straße 118                                                                                      |  | 2. Juni 2016  | Ingwer, Rosa, geb. Gabriel, geboren am 10. März 1894 in Schulitz (heute: Solec Kujawski). 1922 Heirat mit Simon Ingwer. Geburt von Söhnen Kurt (1923) und Günther (1927). Deportationsbefehl am 24. Februar 1943 und Deportation in das Sammellager im ehemaligen Tanzlokal Clou in der Mauerstraße in Berlin-Mitte. Deportation am 3. März 1943 nach Auschwitz mit dem „33. Osttransport“. Ermordung nach Ankunft in Auschwitz. |
|      | Simon Ingwer               | Boxhagener Straße 118                                                                                      |  | 2. Juni 2016  | Ingwer, Simon, geboren am 27. Dezember 1877 in Wronke (heute: Wronki). Zuerst Zigarrenmacher, später bis zur erzwungenen Berufsaufgabe am 1. November 1938 Kaffeeröster bei der Firma Hertie in der Leipziger Straße. Danach Zwangsarbeiter bei der Berliner Müllabfuhr. Simon Ingwer war insgesamt dreimal verheiratet. Ab 1922 verheiratet in dritter Ehe mit Rosa Ingwer, geb. Gabriel. Geburt von Söhnen Kurt (1923) und Günther (1927). 1943 Internierung mit Sohn Günther in der Sammelstelle Levetzowstraße vermutlich im Rahmen der Fabrikaktion. Deportation am 3. März 1943 nach Auschwitz mit dem „33. Osttransport“. Ermordung nach Ankunft in Auschwitz. |
|      | Erna Israelski             | Frankfurter Tor 6                                                                                          |  | 12. Nov. 2016 | [ 130 ] |
|      | Adolf Jacob                | Richard-Sorge-Straße 34                                                                                    |  | 21. Juli 2012 | [ 131 ] |
|      | Jenny Jacob                | Richard-Sorge-Straße 34                                                                                    |  | 21. Juli 2012 | [ 132 ] |
|      | Max Jacob                  | Straße der Pariser Kommune 13                                                                              |  |               | |
|      | Adele Jacobsohn            | Frankfurter Tor 4                                                                                          |  | 19. März 2018 | [ 133 ] |
|      | Johanna Jacobsohn          | Frankfurter Tor 4                                                                                          |  | 19. März 2018 | [ 134 ] |
|      | Max Jacobsohn              | Frankfurter Tor 4                                                                                          |  | 19. März 2018 | [ 135 ] |
|      | Berthold Jacoby            | Zellestraße 10                                                                                             |  | 22. Sep. 2016 | [ 136 ] |
|      | Dora Jacoby                | Zellestraße 10                                                                                             |  | 22. Sep. 2016 | [ 137 ] |
|      | Karl Jakobs                | Krautstraße 29                                                                                             |  | 2. Juli 2002  | [ 138 ] |
|      | Günter Erwin Jakobsberg    | Mollstraße 30 (Ecke Pauline-Staegemann-Straße)                                                             |  | 18. Sep. 2019 | [ 139 ] |
|      | Magda Jakobsberg           | Mollstraße 30 (Ecke Pauline-Staegemann-Straße)                                                             |  | 18. Sep. 2019 | |
|      | Max Jakobsberg             | Mollstraße 30 (Ecke Pauline-Staegemann-Straße)                                                             |  | 18. Sep. 2019 | [ 140 ] |
|      | Elisabeth Jarosch          | Karl-Marx-Allee 94                                                                                         |  | 14. Juni 2018 | Jarosch, Elisabeth, geboren am 9. November 1925 in Lanietz (heute: Łaniec). Lernte erst mit drei Jahren sprechen und entwickelte sich langsamer als gleichaltrige Kinder. Besuchte ab 1935 die Hilfsschule. Nach Ende der Ehe der Eltern von der Mutter 1936 ins Waisenhaus in Kreuzberg abgegeben, von dort am 28. August 1936 in die Landesanstalt Potsdam eingeliefert. Trotz Fortschritte in ihrer Entwicklung ab 1937 mit negativer medizinischer Beurteilung. Überstellung in die Landesheilanstalt Brandenburg-Görden im August 1938. Am 28. August 1940 in die Tötungsanstalt Brandenburg überstellt und dort zu medizinischen Forschungszwecken ermordet. Ihr Gehirn wurde dem Kaiser-Wilhelm-Institut für Hirnforschung überstellt. |
|      | Max Jena                   | Schreinerstraße 21                                                                                         |  | 3. Juni 2021  | (…Auszug) Nachdem am 18. Mai 1942 die Widerstandsgruppe um Herbert Baum, deren Mitglieder junge jüdische Kommunisten waren, einen Brandanschlag auf die NS-Propagandaausstellung „Das Sowjetparadies“ verübt hatte, wurde Max Jena Opfer einer Vergeltungsaktion der Nazis. Bei dieser „Sonderaktion“ wurden willkürlich jüdische Männer verhaftet, um damit den Anschlag zu rächen. Am 27. Mai 1942 wurde Max Jena verhaftet und ins KZ Sachsenhausen verschleppt. Er wurde am 28. Mai 1942 in Sachsenhausen erschossen. |
|      | Edgar Joachimsthal         | Warschauer Straße 85                                                                                       |  | 3. Juni 2021  | [ 143 ] |
|      | Isidor David Joseph        | Frankfurter Tor 6                                                                                          |  | 12. Nov. 2016 | [ 144 ] |
|      | Meinhard Joseph            | Frankfurter Tor 6                                                                                          |  | 12. Nov. 2016 | [ 145 ] |
|      | Sara Joseph                | Frankfurter Tor 6                                                                                          |  | 12. Nov. 2016 | [ 146 ] |
|      | Heinz Kahn                 | Lange Straße 27                                                                                            |  | 20. Juli 2012 | Kahn, Heinz, geboren am 4. November 1919 in Groß Krössin (heute: Krosino [Grzmiąca]) als Sohn von Meta, geb. Michaelis, und Ludwig Kahn. Wohnhaft bis Ende der 1930er in der Planettastraße 25 (heute Hausnummer 8) bis zum Umzug in Lange Straße 25. Deportation am 14. Dezember 1942 nach Auschwitz mit dem „25. Osttransport“. Ermordung ebenda. |
|      | Alexander Kain             | Frankfurter Allee 43                                                                                       |  | 26. März 2010 | [ 147 ] |
|      | Ludwig Kain                | Frankfurter Allee 43                                                                                       |  | 26. März 2010 | [ 148 ] |
|      | Eugen Karfunkelstein       | Sonntagstraße 11                                                                                           |  | 14. Juli 2007 | [ 149 ] |
|      | Therese Karfunkelstein     | Sonntagstraße 11                                                                                           |  | 14. Juli 2007 | [ 150 ] |
|      | Chaim Karp                 | Samariterstraße 7                                                                                          |  | 2. Juni 2017  | |
|      | Joseph Karp                | Samariterstraße 7                                                                                          |  | 2. Juni 2017  | |
|      | Dorothea Kasriel           | Koppenstraße 17                                                                                            |  | 5. Dez. 2019  | [ 151 ] |
|      | Paula Kasriel              | Koppenstraße 17                                                                                            |  | 5. Dez. 2019  | (…Auszug) Paula wurde gemeinsam mit ihrer Tochter Dorothea mit dem „29. Ost-Transport“ am 19. Februar 1943 nach Auschwitz deportiert, wo sie ermordet wurden. Ihr Sohn Siegbert war untergetaucht und versuchte so, sich der Deportation zu entziehen. Dies gelang ihm aber nur für ein paar Monate, auch er wurde im Dezember 1943 nach Auschwitz verschleppt und umgebracht. |
|      | Siegbert Kasriel           | Koppenstraße 17                                                                                            |  | 5. Dez. 2019  | [ 153 ] |
|      | Meyer Katz                 | Eckertstraße 11 (Ecke Mühsamstraße)                                                                        |  | 20. Aug. 2010 | [ 154 ] |
|      | Rosa Katz                  | Eckertstraße 11 (Ecke Mühsamstraße)                                                                        |  | 20. Aug. 2010 | [ 155 ] |
|      | Ewald Kaufmann             | Boxhagener Straße 50                                                                                       |  | 23. März 2017 | [ 156 ] |
|      | Gittel Kaufmann            | Boxhagener Straße 50                                                                                       |  | 23. März 2017 | [ 157 ] |
|      | Helene Kaufmann            | Boxhagener Straße 50                                                                                       |  | 23. März 2017 | [ 158 ] |
|      | Johanna Kaufmann           | Boxhagener Straße 50                                                                                       |  | 23. März 2017 | [ 159 ] |
|      | Julian Kaufmann            | Boxhagener Straße 50                                                                                       |  | 23. März 2017 | [ 160 ] |
|      | Kurt Kaufmann              | Boxhagener Straße 50                                                                                       |  | 23. März 2017 | [ 161 ] |
|      | Theo Kaufmann              | Boxhagener Straße 50                                                                                       |  | 23. März 2017 | [ 162 ] |
|      | Heinrich Keller            | Koppenstraße 31                                                                                            |  | Nov. 2001     | [ 164 ] |
|      | Nathan Kempe               | Schreinerstraße 52 / 52A                                                                                   |  | 20. Mai 2008  | [ 165 ] |
|      | Adolf Kessel               | Mühsamstraße 70                                                                                            |  | 26. Nov. 2018 | (…Auszug) Adolf Kessel eröffnete im selben Jahr um die Ecke, in der Ebertystraße 15, eine Wollwarenhandlung, die er jedoch 1938 in Folge der „Verordnung zur Ausschaltung der Juden aus dem deutschen Wirtschaftsleben“ vom 23. November 1938 wieder schließen musste. Im August 1939 verließ Adolf Kessels Tochter Clara zusammen mit ihrem Mann Hugo Ilsberg sowie der 1928 geborenen Tochter Margot Deutschland. Sie ließen sich nach einigen Jahren in England schließlich in New York nieder. Adolf Kessel wurde am 10. September 1942 mit dem 61. Alterstransport nach Theresienstadt deportiert und 19 Tage später in das Vernichtungslager Treblinka verschleppt und ermordet. |
|      | Erna Kessel                | Mühsamstraße 70                                                                                            |  | 26. Nov. 2018 | (…Auszug) Erna Fürstenheim heiratete am 4. November 1937 den Kaufmann Paul Kessel, geb. am 4. August 1899 in Berlin. Zum Zeitpunkt der Hochzeit war Erna als Telefonistin beim Bankhaus Abraham Schlesinger angestellt. Ob sie auch nach ihrer Heirat noch dort arbeitete, ist nicht bekannt – das Bankhaus wurde 1938 liquidiert. Sie wohnte mit ihrem Ehemann Paul und dessen Vater Adolf Kessel in der Zorndorfer Straße 30 (heute Mühsamstraße 70) in Friedrichshain. Ihr Schwiegervater Adolf Kessel wurde am 10. September 1942 nach Theresienstadt deportiert und 19 Tage später in das Vernichtungslager Treblinka verschleppt und ermordet. Wahrscheinlich wurden Paul und Erna Kessel danach aus der Wohnung in der Zorndorfer Straße 30 gewiesen. Sie lebten zuletzt als Untermieter bei Neumann in der Samariterstraße 29. Erna und Paul Kessel wurden am 27. Februar 1943 Opfer der „Fabrikaktion“, bei der die bis dahin von der Deportation verschonten letzten Berliner Juden, die in Berliner Rüstungsbetrieben zwangsbeschäftigt waren, verhaftet und deportiert wurden. Erna Kessel wurde am 2. März 1943 mit dem 32. Osttransport nach Auschwitz verschleppt und ermordet. |
|      | Paul Kessel                | Mühsamstraße 70                                                                                            |  | 26. Nov. 2018 | [ 168 ] |
|      | Eva Kindermann             | Platz der Vereinten Nationen                                                                               |  | 8. Sep. 2022  | [ 169 ] |
|      | Fritz Erich Kleczewski     | Schreinerstraße 20                                                                                         |  | 19. März 2018 | [ 170 ] |
|      | Willi Klüsener             | Grünberger Straße 6                                                                                        |  | 16. Nov. 2009 | Der Bestattungsredner Willi Klüsener, geboren am 27. Mai 1880, trat 1909 in die SPD ein. Von 1920 bis 1930 war er ehrenamtlicher, nicht bezahlter Stadtrat in Berlin-Lichtenberg. Als Betriebsleiter der Städtischen Straßenreinigung Lichtenbergs wurde er 1933 mit Hilfe des Berufsbeamtengesetzes vom 7. April 1933 entlassen. Danach lange arbeitslos, nahm er spätestens 1941 wieder seine frühere Tätigkeit als Bestattungsredner auf. Die Reden nutze er für versteckte Kritik am NS-Regime und Kriegswahnsinn. Spätestens seit 1937 von der Gestapo überwacht, wurde im Oktober 1943 ein Redeverbot für das Krematorium Baumschulenweg gegen ihn erlassen. Bei einer Trauerfeier im April 1943 im Krematorium Wilmersdorf äußerte Willi Klüsener: „Deutschland müsste den Krieg verlieren und darauf müssen wir hinarbeiten“ sowie „Das Unglück Deutschlands begann bereits mit der Verherrlichung der Kriege Friedrichs des Großen.“ Von drei Sargträgern denunziert, wurde Klüsener Anfang 1944 wiederholt vorgeladen und im August 1944 von der Gestapo verhaftet. Das Kammergericht sprach den Sozialdemokraten am 30. Oktober 1944 wegen Wehrkraftzersetzung schuldig und verhängte drei Jahre Zuchthaus. Vom Zuchthaus Brandenburg-Görden wurde Willi Klüsener Mitte Februar 1945 ins Zuchthaus Hameln verlegt, wo er am 26. April 1945 an den Haftstrapazen verstarb, als offizielle Todesursache wurde Herzschwäche angegeben. |
|      | Lucie Konzack              | Strausberger Platz (Südwestseite)                                                                          |  |               | [ 172 ] |
|      | Gertrud Köpke              | Karl-Marx-Allee 90A                                                                                        |  |               | |
|      | Anna Korngold              | Straße der Pariser Kommune 40                                                                              |  |               | |
|      | Martha Koschinski          | Hermann-Stöhr-Platz                                                                                        |  | 2. Juli 2002  | |
|      | Marta Obrig                | Hermann-Stöhr-Platz                                                                                        |  | 2. Juli 2002  | Martha Helene Obrig wurde am 2. Oktober 1897 in Berlin geboren, ihre Eltern waren Gustav Ferdinand Karl Obrig und Bertha Pauline geb. Hase. Sie hatte noch mindestens vier Geschwister, Emma Bertha (1895–1961 verh. Dammschneider), Ida Anna (1896–1911), Bertha Helene (1899–1981) und Frieda Klara (1900–1902). Laut Berichten in mehreren Zeitungen wurde am 2. Juli 2002 auf der Freifläche vor dem Ostbahnhof ein Stolperstein für Marta Obrig verlegt, die 1941 während der Aktion T4 durch Euthanasie zu Tode kam. Der genaue Ort und heutiger Verbleib des Stolpersteins ist unbekannt. |
|      | Regina Feiga Krips         | Frankfurter Allee 9                                                                                        |  | 1. Juli 2010  | [ 175 ] |
|      | Otto Kuhrts                | Danneckerstraße 6                                                                                          |  | 20. Sep. 2013 | (…Auszug) Am 15. Juni 1944 erhielt er den Einberufungs- bzw. Gestellungsbefehl zur Wehrmacht, verweigerte aber aufgrund seines Glaubens den Wehrdienst. Das Reichskriegsgericht verurteilte ihn deshalb am 11. November 1944 zum Tode. Das Urteil wurde am 22. Dezember 1944 im Zuchthaus „Roter Ochse“ in Halle/Saale durch das Fallbeil vollstreckt. |
|      | Bela Landeck               | Friedrichsberger Straße 7                                                                                  |  | 5. Mai 2024   | |
|      | Kurt Landeck               | Friedrichsberger Straße 7                                                                                  |  | 5. Mai 2024   | (Auszug...)1925 machte er sich mit einem Alt-Papier- und Alt-Metall-Handel selbständig. Nach 1933 litt Kurt Landeck zunehmend unter dem Boykott jüdischer Geschäftsleute. Außerdem wurde er aufgrund seiner politischen Einstellung von den Nazis verfolgt. Er war Mitglied des „Reichsbanners Schwarz-Rot-Gold“, einer Massenorganisation zum Schutz der demokratischen Weimarer Republik gegen ihre radikalen Feinde… Kurt Landeck musste Zwangsarbeit bei den Mauser Werken, einem Waffenhersteller, in Berlin-Reinickendorf leisten und wurde dort am 27. Februar 1943 verhaftet. Er, seine Ehefrau Paula und die fast 3-jährige Tochter Bela wurden am 4. März 1943 mit dem sogenannten „34. Osttransport“ nach Auschwitz deportiert und ermordet. |
|      | Paula Landeck              | Friedrichsberger Straße 7                                                                                  |  | 5. Mai 2024   | (Auszug...) Seit etwa 1933 wohnte Paula mit ihrem Vater, der als Schneider arbeitete, in der Friedrichsberger Straße 12. Paula Schwersenz verdiente ihren Lebensunterhalt als Lederarbeiterin...Sie heiratete am 6. Oktober 1937 in Berlin den Fleischergesellen Kurt Landeck, geb. am 16. Mai 1904 in Naugard (Pommern). Auch er gehörte der jüdischen Religionsgemeinschaft an...Paula Landeck, ihr Ehemann Kurt und die fast 3-jährige Tochter Bela wurden am 4. März 1943 mit dem 34. Osttransport nach Auschwitz deportiert und ermordet. |
|      | Hedwig Lauffer             | Kochhannstraße ggü. 2                                                                                      |  | 3. Juni 2021  | (…Auszug) Hedwig Lauffer befand sich zuletzt im unweit des Alexanderplatzes gelegenen Altersheim der Jüdischen Gemeinde in der Gerlachstraße 19–21, in dem die „Alterstransporte“ zusammengestellt wurden. Von dort wurde sie am 28. Januar 1943 mit dem 83. Alterstransport nach Theresienstadt deportiert. Die unmenschlichen Lebensbedingungen im Ghetto ertrug sie kaum mehr als zwei Wochen: Auf ihrer Todesfallanzeige ist als Todesursache „Suizidversuch durch Treppenherabspringen, wahrscheinlich innere Verletzungen“ vermerkt. Hedwig Lauffer starb am 15. Februar 1943. Ihr jüdischer Untermieter Martin Rosenzweig wurde am 12. März 1943 nach Auschwitz deportiert und ermordet. |
|      | Betty Leder                | Warschauer Straße 12                                                                                       |  |               | [ 180 ] |
|      | Eva Leder                  | Warschauer Straße 12                                                                                       |  |               | (…Auszug) Mit ihrer Mutter und ihrer kleinen Schwester teilte Eva Leder sich eine 1-Zimmer-Wohnung in der Warschauer Straße 12 im Bezirk Friedrichshain. In den Jahren vor ihrer Deportation musste sie trotz ihres jungen Alters Zwangsarbeit bei einem Friedrichshainer Betrieb leisten. Eva Leder wurde Ende Februar 1943 im Rahmen der „Fabrikaktion“ gemeinsam mit ihrer Schwester Betty und ihrer Mutter Gisela festgenommen und in das Sammellager Levetzowstraße 8 gebracht. Die dreiköpfige Familie wurde mit dem 33. „Osttransport“ am 3. März 1943 nach Auschwitz deportiert. Zum Zeitpunkt ihrer Deportation in das Vernichtungslager war Eva Leder 16 Jahre alt. Bei der Befreiung des Lagers am 27. Januar 1945 war sie nicht unter den Überlebenden. Ob Eva Leder in der Gaskammer ermordet wurde oder den menschenverachtenden Lebensumständen in Auschwitz zum Opfer fiel, ist ebenso unbekannt wie ihr Todesdatum. Auch Gisela und Betty Leder überlebten den Holocaust nicht. |
|      | Giesela Leder              | Warschauer Straße 12                                                                                       |  |               | |
|      | Salomon Leder              | Warschauer Straße 12                                                                                       |  |               | |
|      | Else Lehnhardt             | Boxhagener Straße 27                                                                                       |  |               | |
|      | Adolf Lemmlein             | Weinstraße 32 (Ecke Friedenstraße)                                                                         |  | 26. März 2010 | [ 182 ] |
|      | Bela Lemmlein              | Weinstraße 32 (Ecke Friedenstraße)                                                                         |  | 26. März 2010 | [ 183 ] |
|      | Edith Lemmlein             | Weinstraße 32 (Ecke Friedenstraße)                                                                         |  | 26. März 2010 | [ 184 ] |
|      | Willi Lenz                 | Landsberger Allee 42 (Ecke Matthiasstraße)                                                                 |  | 2. Juli 2002  | Willi Lenz wohnte in Berlin-Friedrichshain. Er gehörte der KJD und ab 1924 der KPD an. Nach der Volksschule besuchte er zweieinhalb Jahre eine Fortbildungsschule. Bis 1921 war er Bote, dann arbeitete er als Hausdiener in einer Tischlerei. 1923 bis 1925 ist er in der sowjetischen Handelsvertretung beschäftigt. Anschließend Packer in einer Metallwarenfabrik. Lenz ist ehrenamtlicher Funktionär der KPD, ab Januar 1933 ist er Pol.-Leiter im UB Berlin-Friedrichshain. Unter Robert Stamm bemüht sich Lenz im Frühjahr 1935 als Gebietsleiter die Bezirke Wedding, Reinickendorf, Charlottenburg, Wilmersdorf, Tiergarten und Spandau anzuleiten u. a. organisiert er illegale Schulungen. Am 13. Juli 1936 festgenommen und am 22. September 1937 vom Volksgerichtshof wegen Vorbereitung zum Hochverrat zum Tode verurteilt. Durch Erlass des Führers vom 12. April 1938 wurde die Todesstrafe in lebenslängliches Zuchthaus umgewandelt. Willi Lenz stirbt wenige Wochen später im Zuchthaus Brandenbg.-Görden. |
|      | Herbert Less               | Mollstraße 29                                                                                              |  | 11. Mai 2023  | |
|      | Max Lesser                 | Landsberger Allee 60 (Ecke Richard-Sorge-Straße/An der Brauerei)                                           |  | 22. März 2014 | [ 186 ] |
|      | Nelly Lesser               | Landsberger Allee 60 (Ecke Richard-Sorge-Straße/An der Brauerei)                                           |  | 22. März 2014 | [ 187 ] |
|      | Arnold Levy                | Lebuser Straße 1                                                                                           |  | März 2011     | [ 188 ] |
|      | Sophie Levy                | Samariterstraße 8                                                                                          |  | 7. Okt. 2020  | [ 189 ] |
|      | Bruno Lewin                | Krautstraße 40a (Ecke Kleine Andreasstraße)                                                                |  | 13. Sep. 2009 | [ 190 ] |
|      | Hedwig Lewin               | Grünberger Straße 19                                                                                       |  | 26. März 2010 | [ 191 ] |
|      | Hermann Lewin              | Torellstraße 4                                                                                             |  |               | |
|      | Johanna Lichtenstein       | Samariterstraße 29                                                                                         |  |               | (…Auszug) Das letzte Dokument, das Johanna Lichtenstein persönlich mit ihrer Handschrift versehen hat, ist vom 31. Mai 1942. Es handelt sich hierbei um ihre Vermögenserklärung, die sie vor ihrer Deportation vermutlich in einem der Berliner Sammellager ausfüllen musste. Den Angaben zufolge leistete sie bis zu ihrer Gefangennahme Zwangsarbeit als Hausangestellte. Als letzter Arbeitgeber wird jedoch die „Jüdische Kultusvereinigung zu Berlin e. V.“ und „Hospital“ genannt … am 26. Juni 1942 wurde Johanna Lichtenstein nach Minsk deportiert. Für aus Deutschland ankommende Juden war im November 1941 ein sogenanntes „Sonderghetto“ auf dem Gebiet des Minsker Ghettos errichtet worden. In diesem Sonderghetto lebte, unter erbärmlichen Lebensbedingungen, vermutlich auch Johanna Lichtenstein. Ihre Spur verliert sich an diesem Ort, sie gehörte nicht zu den Überlebenden. |
|      | Hans Litten                | Grünberger Straße 43                                                                                       |  | Juni 2009     | (…Auszug) 1937 waren Hans und Martha Litten gezwungen, das Schuhwarengeschäft, die Ledergroßhandlung und das Grundstück in Neustrelitz an „arische“ Käufer zu veräußern und den Großteil ihres Besitzes zu verkaufen. Die Familie zog nach Berlin in der Hoffnung, in der Anonymität der Großstadt ein Stück weit untertauchen zu können… Mit Kriegsbeginn verschlechterte sich die für das Ehepaar Litten ohnehin kaum erträgliche Lage in der Reichshauptstadt zusehends. So mussten sie Teile ihres Besitzes verschleudern, um unter der Hand an Lebensmittelmarken zu gelangen. Am 27. Februar 1943 wurde Hans Litten im Rahmen der reichsweiten Fabrikaktion an seiner Arbeitsstätte durch die Gestapo verhaftet. Seine Frau, die sich nach den Schilderungen von Freunden der Familie auf die Suche nach ihm begab, als er nicht von seiner Arbeit als Fahrstuhlführer zurückkehrte, wurde höchstwahrscheinlich vor der Fabrik abgefangen und ebenfalls verhaftet. Beide wurden in ein für diesen Zweck kurz zuvor eingerichtetes provisorisches Sammellager in den Pferdeställen der Kaserne in der Rathenower Straße 9–10 in Berlin-Moabit verschleppt. Von hier aus wurden sie getrennt voneinander deportiert. Hans Litten wurde am 1. März 1943 mit dem 31. Osttransport über den Güterbahnhof Moabit in das Vernichtungslager Auschwitz deportiert und dort vermutlich unmittelbar nach der Ankunft vergast. Das gleiche Schicksal teilte seine Ehefrau. |
|      | Martha Litten              | Grünberger Straße 43                                                                                       |  | Juni 2009     | [ 194 ] |
|      | Johanna Loeffler           | Pauline-Staegemann-Straße 1                                                                                |  | 8. Sep. 2022  | |
|      | Leonhard Loeffler          | Pauline-Staegemann-Straße 1                                                                                |  | 8. Sep. 2022  | [ 195 ] |
|      | Marion Loeffler            | Pauline-Staegemann-Straße 1                                                                                |  | 8. Sep. 2022  | |
|      | Elfriede Loewenthal        | Strausberger Straße 38                                                                                     |  |               | |
|      | Heinz Loewenthal           | Strausberger Straße 38                                                                                     |  |               | |
|      | Irmgard Loewenthal         | Rüdersdorfer Straße 45                                                                                     |  | 22. Sep. 2016 | |
|      | Paul Loewenthal            | Rüdersdorfer Straße 45                                                                                     |  | 22. Sep. 2016 | |
|      | Walter Loewenthal          | Strausberger Straße 38                                                                                     |  | 2. Juli 2002  | [ 196 ] |
|      | Willy Loewenthal           | Strausberger Straße 38                                                                                     |  |               | |
|      | Benno Löwenberg            | Stralauer Allee 23B                                                                                        |  | 27. März 2008 | [ 197 ] |
|      | Berl Loewinski             | Barnimstraße 18                                                                                            |  | 8. Mai 2019   | [ 198 ] |
|      | Georg Loewinski            | Barnimstraße 18                                                                                            |  | 12. Nov. 2016 | |
|      | Günter Loewinski           | Barnimstraße 18                                                                                            |  | 12. Nov. 2016 | |
|      | Heinz Loewinski            | Barnimstraße 18                                                                                            |  | 12. Nov. 2016 | |
|      | Ilse Loewinski             | Barnimstraße 18                                                                                            |  | 8. Mai 2019   | [ 199 ] |
|      | Margarete Loewinski        | Barnimstraße 18                                                                                            |  | 12. Nov. 2016 | |
|      | Siegfried Loewinski        | Barnimstraße 18                                                                                            |  | 12. Nov. 2016 | Siegfried Loewinski, geb. am 27. Dezember 1920 in Berlin, Schneider ZWANGSARBEIT Rüstungsarbeiter bei Siemens & Halske, Salzufer 6-7, Charlottenburg DEPORTATION am 30. Oktober 1942 von Anhalter Bahnhof nach Theresienstadt WEITERE DEPORTATION am 29. September 1944 nach Auschwitz ERMORDET in Auschwitz |
|      | Max Loewy                  | Otto-Braun-Straße 90                                                                                       |  | 9. März 2025  | [ 201 ] |
|      | Rosa Loewy                 | Otto-Braun-Straße 90                                                                                       |  | 9. März 2025  | [ 201 ] |
|      | Paul Loschinski            | Barnimstraße 36                                                                                            |  | 8. Sep. 2022  | [ 202 ] |
|      | Regina Loschinski          | Barnimstraße 36                                                                                            |  | 8. Sep. 2022  | [ 203 ] |
|      | Gertrud Luchterhandt       | Mainzer Straße 18                                                                                          |  | 9. Dez. 2006  | [ 204 ] |
|      | Erika Luckner              | Weichselstraße 30                                                                                          |  | 18. Sep. 2019 | [ 205 ] |
|      | Hermann Ludomer            | Marchlewskistraße 28                                                                                       |  |               | |
|      | Sara Ludomer               | Marchlewskistraße 28                                                                                       |  |               | |
|      | Erna Magner                | Singerstraße 66                                                                                            |  | 18. Nov. 2008 | [ 206 ] |
|      | Sally Magner               | Singerstraße 66                                                                                            |  | 18. Nov. 2008 | Magner, Sally, (…Auszug) Ab Oktober 1941 mussten Erna und Sally Magner Zwangsarbeit leisten: Der 56-jährige Sally Magner bei der Besohlwerkstatt Behrendt in der Prinzenstraße 75 in Kreuzberg, seine Frau als Aufwärterin bei Elias in der Seesener Straße 5 in Halensee. Mit der Polizeiverordnung vom 1. September 1941 „über die Kennzeichnung der Juden“ konnten sie sich nur noch mit stigmatisierendem „Judenstern“ in der Öffentlichkeit bewegen. |
|      | Alfred Marcus              | Friedenstraße 4                                                                                            |  | 18. Nov. 2008 | Marcus, Alfred, (…Auszug) Ab Oktober 1941 mussten beide Ehepartner Zwangsarbeit in Berlin leisten. Alfred Marcus war zu diesem Zeitpunkt 70, Sophie 62 Jahre alt. Am 13. Juli 1942 wurde das Ehepaar mit dem 20. Alterstransport von Berlin aus nach Theresienstadt deportiert und im Ghetto ein Quartier im Erdgeschoss des Hauses Q406 („Neue Gasse 6“) zugewiesen. Alfred Marcus überlebte die katastrophalen Lebensbedingungen im Ghetto Theresienstadt nur wenige Monate. Er starb am 20. Dezember 1942. Als Todesursache notierten die NS-Ärzte „Darmkatarrh und Herzschwäche“. Eine der üblichen Umschreibungen der Ermordung im Ghetto durch Mangelernährung, Kälte, Überanstrengung und Vernachlässigung. Alfreds Frau Sophie wurde ebenfalls in Theresienstadt ermordet. Sie starb im Ghetto – kaum drei Monate nach dem Tod ihres Mannes – am 16. März 1943. Das Schicksal der Geschwister von Alfred ist unklar. Sein Neffe, Paul Marcus, überlebte die NS-Zeit und wohnte später in London. |
|      | Sophie Marcus              | Friedenstraße 4                                                                                            |  | 18. Nov. 2008 | [ 209 ] |
|      | Aurelie Marcuse            | Bödikerstraße 35a                                                                                          |  | 27. März 2008 | [ 210 ] |
|      | Johanna Marnitz            | Pintschstraße 15                                                                                           |  | 5. Okt. 2021  | Johanna Marnitz lebte mit ihrem Mann Paul seit 1912 in der dritten Etage dieses Hauses. Nach dem Tod ihres Mannes führte sie die Zigarrenhandlung im Erdgeschoss weiter. Wegen ihrer jüdischen Abstammung wurde sie mit dem 8. Osttransport nach Riga deportiert und dort getötet. |
|      | Herbert Mendel             | Frankfurter Allee 41                                                                                       |  | 2. Juni 2017  | (…Auszug) Nach der Machtergreifung der Nationalsozialisten wurde Dr. Mendels Dienstverhältnis als Wohlfahrtsarzt vom Bezirksamt Friedrichshain gekündigt, außerdem sollte ihm wegen seiner „nichtarischen Abstammung“ die Kassenzulassung entzogen werden… Ende November desselben Jahres verließ Familie Mendel Deutschland aufgrund des zunehmenden Verfolgungsdrucks. Ziel der Emigration sollte New York sein. Ihr Schiff, die Orinoco, kam im Dezember 1938 in Kuba an, doch die Weiterreise verzögerte sich infolge des Andrangs von Auswanderern. In Kuba hatte Dr. Herbert Mendel als Arzt keine Arbeitserlaubnis, versorgte aber die deutschen Emigranten und seine Frau verkaufte Seife und Toilettenartikel, um die Familie über Wasser zu halten. Im Dezember 1940 gelangte die Familie schließlich per Schiff nach Florida und mit dem Zug nach New York. |
|      | Ilse Mendel                | Frankfurter Allee 41                                                                                       |  | 2. Juni 2017  | [ 213 ] |
|      | Elias Mendelsohn           | Mühsamstraße 61                                                                                            |  | 13. Sep. 2007 | (…Auszug) Anfang Oktober 1942 wurden die Geschwister von der Gestapo aus ihrer Wohnung in der Mühsamstraße 61 in ein Sammellager verschleppt. Am 19. Oktober 1942 wurden Dorothea und Elias, wahrscheinlich auf der Ladefläche von LKWs, zum Güterbahnhof Putlitzstraße in Moabit gebracht. Drei Tage später erreichte der sogenannte „21. Osttransport“ Riga in Lettland. Diejenigen, die die Zugfahrt überlebt hatten, wurden nach ihrer Arbeitsfähigkeit selektiert. Dabei sind 81 Menschen ausgewählt worden, um in Industriebetrieben schwere körperliche Arbeit zu verrichten. Dorothea Salomon und Elias Mendelsohn waren nicht darunter. Sie wurden zusammen mit anderen Menschen in die umliegenden Wälder getrieben und erschossen. |
|      | Arthur Michelsohn          | Otto-Braun-Straße 86                                                                                       |  | 18. Nov. 2008 | [ 215 ] |
|      | Richard Miersch            | Mainzer Straße 23                                                                                          |  |               | Geboren am 15. Juli 1891 in Küstrin-Neustadt; Arbeiter; wohnte seit 1935 in der Mainzer Straße zur Untermiete; wegen seiner homosexuellen Kontakte im Herbst 1936 verhaftet und zu 18 Monaten Gefängnis wegen „Verführung Minderjähriger“ verurteilt; Freilassung im März 1938; 1942 von einem Stricher aus dem Billardsaal in der Kinzigstraße denunziert und im August 1942 erneut verhaftet; vom Landgericht im November 1942 zu 2 Jahren und 6 Monaten verurteilt; starb am 26. Juli 1943 in der Haft im Strafgefängnis Tegel; Stolperstein gespendet vom whk; verlegt im Sommer 2002. |
|      | Agnes Minner               | Gubener Straße 36                                                                                          |  |               | Geboren am 17. Februar 1876 in Grand Rapids als Agnes Marcuse; Hausangestellte; Deportation am 18. Oktober 1941 mit dem 1. Osttransport ins Getto Litzmannstadt; Unterkunft im Bleicherweg 4/42; im September 1942 ins Vernichtungslager Kulmhof verbracht und dort ermordet. |
|      | Erich Minner               | Gubener Straße 36                                                                                          |  |               | Geboren am 31. Mai 1901 in Berlin; Textilkaufmann; Deportation am 18. Oktober 1941 mit dem 1. Osttransport ins Getto Litzmannstadt; Unterkunft im Bleicherweg 4/42; im Getto verstorben am 29. Juni 1943. |
|      | Margarete Minner           | Gubener Straße 36                                                                                          |  |               | Geboren am 13. Mai 1898 in Berlin; Buchhalterin; Deportation am 18. Oktober 1941 mit dem 1. Osttransport ins Getto Litzmannstadt; Unterkunft im Bleicherweg 4/42; im Getto verstorben am 5. Oktober 1943. |
|      | Gertrud Müller             | Hübnerstraße 2                                                                                             |  | 8. Okt. 2011  | [ 222 ] |
|      | Hannchen Müller            | Hübnerstraße 2                                                                                             |  | 8. Okt. 2011  | [ 223 ] |
|      | Adolf Münzer               | Kreutzigerstraße 13                                                                                        |  | 20. Aug. 2010 | [ 224 ] |
|      | Adolf Münzer               | Grünberger Straße 20                                                                                       |  | 16. Nov. 2015 | |
|      | Flora Münzer               | Kreutzigerstraße 13                                                                                        |  | 20. Aug. 2010 | [ 225 ] |
|      | Else Minna Nawroth         | Warschauer Straße 67                                                                                       |  | 22. März 2014 | Geboren am 24. Juli 1894 in Berlin. Ihre Mutter Hannchen, geb. Guttmann, war Jüdin, ihr Vater Robert Katholik. Sie hatte vier Brüder und eine Schwester. Sie war unverheiratet und blieb kinderlos. Nach Aufforderung zur Deportation nach Theresienstadt entschied sie sich am 26. Oktober 1942 für den Freitod. |
|      | Hans Max Nawroth           | Straße der Pariser Kommune 36 (Ecke Hildegard-Jadamowitz-Straße)                                           |  | 26. März 2015 | Geboren am 19. Juni 1902 in Berlin. Sein Vater Robert Nawroth war Katholik, seine Mutter Hannchen, geb. Guttmann, Jüdin. Er arbeitete als Expedient auf dem Zentralviehhof in der Nähe der heutigen S-Bahn-Station Storkower Straße. Verhaftet am 9. März 1937 wegen des Tatbestandes der „Rassenschande“. Am 17. Juni 1937 verurteilte ihn das Landgericht Berlin zu acht Monaten Gefängnis. Nach Verbüßung seiner „Haftstrafe“ im Strafgefängnis Tegel wurde er jedoch nicht entlassen, sondern von der Staatspolizei Berlin in „Schutzhaft“ genommen. Am 4. Dezember 1937 Verlegung in das Konzentrationslager Dachau, am 22. September 1938 in das KZ Buchenwald. Deportation nach Auschwitz am 17. Oktober 1942. Seine Häftlingsnummer lautete 68592. Ermordung am 4. Dezember 1942. |
|      | Edith Nehlhans             | Friedenstraße 3                                                                                            |  | 26. März 2015 | Ein erster Stolperstein für Edith Nehlhans wurde am 15. Oktober 2014 verlegt (Foto des ersten Steins); am 26. März 2015 wurde er durch einen berichtigten Stein ersetzt. |
|      | Emil Neumann               | Rigaer Straße 108                                                                                          |  | 23. Sep. 2024 | [ 116 ] |
|      | Helga Neumann              | Rigaer Straße 108                                                                                          |  | 23. Sep. 2024 | [ 116 ] |
|      | Ingrid Neumann             | Rigaer Straße 108                                                                                          |  | 23. Sep. 2024 | [ 116 ] |
|      | Ruth Neumann               | Rigaer Straße 108                                                                                          |  | 23. Sep. 2024 | (Auszug)...Ruth blieb durch ihre sogenannte „Mischehe“ mit Emil Neumann vor der Deportation verschont, dennoch war die Familie Repressalien ausgesetzt. Die Neumanns emigrierten 1949 nach Israel. |
|      | Eugen Eduard Neutert       | Richard-Sorge-Straße 65                                                                                    |  | 26. März 2015 | Neutert, Eugen, Nach dem Abschluss einer Lehre als Elektriker wandert Eugen Neutert im Herbst 1923 nach Brasilien aus, kehrt aber 1926 nach Deutschland zurück. Wegen seiner politischen Tätigkeit als KPD-Mitglied wird Neutert 1928 von der Berliner Elektrizitätsgesellschaft gemaßregelt und entlassen. Daraufhin absolviert er eine Ausbildung zum Masseur. Bis zu seiner Verhaftung im September 1936 führt er zusammen mit rund 30 Kommunisten und Sozialdemokraten in Berlin-Hermsdorf Widerstandsaktionen durch. Neutert wird vom Volksgerichtshof zu zweieinhalb Jahren Zuchthaus verurteilt, die er in den Strafanstalten Brandenburg und Amberg in Bayern verbringt. Nach seiner Haftentlassung findet er im Berliner Eternit-Werk Anschluss an einen Kreis von Kommunisten, die Kontakt zu der Widerstandsorganisation um Robert Uhrig haben. Eine weitere Verbindung besteht zu Beppo Römer. Hans Coppi bringt ihn im Herbst 1941 in den Kreis um den Schauspieler Wilhelm Schürmann-Horster. Neutert beschafft eine Schreibmaschine und Wachsmatrizen. Er beteiligt sich an den Diskussionen der Gruppe sowie an der Herstellung und Verbreitung von illegalen Schriften. Am 23. Oktober 1942 wird Neutert erneut festgenommen, im August 1943 vom Volksgerichtshof zum Tode verurteilt und in Berlin-Plötzensee ermordet. |
|      | Lotte Nordon               | Otto-Braun-Straße 90                                                                                       |  | 9. März 2025  | [ 201 ] |
|      | Max Nordon                 | Otto-Braun-Straße 90                                                                                       |  | 9. März 2025  | [ 201 ] |
|      | Berta Nossen               | Jessnerstraße 10                                                                                           |  | 16. Okt. 2024 | [ 44 ] [ 230 ] |
|      | Berta Nossen               | Platz der Vereinten Nationen 6 / 7                                                                         |  | 20. Sep. 2013 | |
|      | Horst Nossen               | Jessnerstraße 10                                                                                           |  | 16. Okt. 2024 | [ 44 ] |
|      | Siegfried Nossen           | Jessnerstraße 10                                                                                           |  | 16. Okt. 2024 | [ 44 ] |
|      | Frieda Nussdorf            | Otto-Braun-Straße 90                                                                                       |  | 17. Nov. 2009 | [ 231 ] |
|      | Samuel Nussdorf            | Otto-Braun-Straße 90                                                                                       |  | 17. Nov. 2009 | [ 232 ] |
|      | Otto Oldenburg             | Revaler Straße 6                                                                                           |  | 5. Juli 2008  | (…Auszug) Nach seiner Verhaftung verurteilte ihn das Reichsgericht 1928 wegen „Vorbereitung zum Hochverrat“ zu eineinhalb Jahren Festungshaft. Durch eine Amnestie kam er bald darauf frei. 1933 wurde er als Stadtverordneter wiedergewählt. Wie allen Kommunisten wurde ihm noch vor der ersten Sitzung das Mandat entzogen, indem er von der neuen Versammlung ausgeschlossen wurde. Bereits am 28. Februar 1933, in der Nacht des Reichstagsbrandes, war er festgenommen worden und wurde erst im Juli 1934 aus einem Emslandlager entlassen. Im April 1937 wurde er erneut verhaftet und war bis Juni 1937 im KZ Sachsenhausen. Bei Kriegsbeginn im September 1939 brachte man ihn erneut nach Sachsenhausen, wo er zweieinhalb Jahre später starb. |
|      | Alex Oschitzki             | Oderstraße 9                                                                                               |  | 20. Sep. 2013 | [ 234 ] |
|      | Leo Panke                  | Pauline-Staegemann-Straße 1                                                                                |  | 3. Juni 2021  | |
|      | Margot Panke               | Pauline-Staegemann-Straße 1                                                                                |  | 3. Juni 2021  | |
|      | Martin Panke               | Pauline-Staegemann-Straße 1                                                                                |  | 3. Juni 2021  | (…Auszug) Tochter Johanna wurde mit ihrem Mann Leonhard Loeffler und der fünfjährigen Marion am 9. Dezember 1942 nach Auschwitz deportiert und ermordet. Martin Panke, seine Frau Sophie und die Tochter Margot wurden am 27. Februar 1943 Opfer der „Fabrikaktion“, bei der die bis dahin von der Deportation verschont gebliebenen jüdischen Zwangsarbeiter*innen, die in kriegswichtigen Betrieben beschäftigt waren, verhaftet und deportiert wurden. Nur die Arbeitsstelle von Margot ist bekannt: Sie war bei der Lautsprecherfabrik E. Fritz & Co. GmbH in der Frankfurter Allee 56 zwangsverpflichtet. Martin Panke wurde am 2. März 1943 mit dem „32. Osttransport“, Tochter Margot einen Tag später und seine Frau Sophie am 4. März nach Auschwitz deportiert und ermordet. |
|      | Sophie Panke               | Pauline-Staegemann-Straße 1                                                                                |  | 3. Juni 2021  | |
|      | Jakob Peretz               | Mollstraße 23                                                                                              |  | 8. Sep. 2017  | |
|      | Margot Peretz              | Mollstraße 23                                                                                              |  | 8. Sep. 2017  | |
|      | Mary Peretz                | Mollstraße 23                                                                                              |  | 8. Sep. 2017  | |
|      | Ernst Perzel               | Franz-Mehring-Platz 2                                                                                      |  | 3. Apr. 2025  | [ 80 ] |
|      | Gertrud Peters             | Auerstraße 40                                                                                              |  | 11. Mai 2023  | [ 236 ] |
|      | Harry Petrikowski          | Hildegard-Jadamowitz-Straße 23                                                                             |  | 4. Juni 2019  | (…Auszug) Der Geschäftsboykott der Nazis gegen jüdische Gewerbetreibende traf auch die väterliche Firma Peteko und seit Ende des Jahres 1933 musste Adolf Petrikowski deutliche Umsatzeinbußen hinnehmen. Die ökonomische Situation verschlechterte sich derart, dass er im Jahr 1938 seine einst gut laufende Buchdruckerei aufgeben musste. Diese antijüdischen Maßnahmen trafen auch Harry, der seine Anstellung verlor und arbeitslos wurde…. Harrys Schwestern Else, Erna und Margot wanderten in die USA aus, sein Bruder Rudi gelang die Flucht nach Chile. Harry musste erleben, wie sein Vater am 13. Januar 1942 deportiert wurde – Adolf Petrikowski wurde in Riga ermordet. Harry wurde mit seiner Frau Ilona und ihrem gerade sechs Jahre alt gewordenen Kind Jacob am 26. Februar 1943 nach Auschwitz deportiert. Sie alle wurden dort ermordet. Sein Bruder Norbert und seine Schwester Gerda überlebten den Holocaust ebenfalls nicht. |
|      | Ilona Petrikowski          | Hildegard-Jadamowitz-Straße 23                                                                             |  | 4. Juni 2019  | [ 238 ] |
|      | Jacob Petrikowski          | Hildegard-Jadamowitz-Straße 23                                                                             |  | 4. Juni 2019  | [ 239 ] |
|      | Erwin Philippsborn         | Rigaer Straße 108                                                                                          |  | 23. Sep. 2024 | [ 117 ] |
|      | Rosalie Philippsborn       | Rigaer Straße 108                                                                                          |  | 23. Sep. 2024 | (Auszug)...Rosalie Philippsborn wurde Ende August 1942 abgeholt und am 5. September 1942 nach Riga deportiert und ermordet. |
|      | Debora Pieper              | Marchlewskistraße 20                                                                                       |  |               | |
|      | Paula Poppelauer           | Jessnerstraße 3                                                                                            |  | 26. März 2015 | |
|      | Frymet F. Praiss           | Frankfurter Tor 6                                                                                          |  | 12. Nov. 2016 | |
|      | Julius Preuss              | Georgenkirchstraße 5                                                                                       |  | 11. Mai 2023  | (Auszug) …Julius Preuss absolvierte eine Kürschnerlehre und machte sich 1909 selbstständig. Gisela Lebl, geb. 1898 in Settenz (Böhmen) und er heirateten 1923. Sie war katholisch. Um 1934 zogen sie in eine 3,5-Zimmer-Wohnung in der Georgenkirchstraße 4. Dort betrieb Julius Preuss auch seine Werkstatt, die dem Ehepaar einen guten Lebensstandard ermöglichte. … 1940 wurde ihm die Gewerbeerlaubnis entzogen und er musste Zwangsarbeit leisten. Seine „arische“ Ehefrau Gisela starb im Mai 1942 an Unterleibskrebs. Durch ihren Tod war Julius Preuss nun nicht mehr vor der Deportation geschützt. Als am 27. August 1942 die Gestapo zu ihm kam, flüchtete er vor der Verhaftung und lebte bis zum Kriegsende illegal in der Stadt. Er starb 1971 in Berlin. |
|      | Elsbeth Prinz              | Niederbarnimstraße 7                                                                                       |  | 21. Juli 2012 | [ 241 ] |
|      | Rita Prinz                 | Niederbarnimstraße 7                                                                                       |  | 21. Juli 2012 | [ 242 ] |
|      | Betty Rabow                | Gärtnerstraße 12                                                                                           |  | 16. Feb. 2023 | |
|      | Moritz Rabow               | Gärtnerstraße 12                                                                                           |  | 16. Feb. 2023 | |
|      | Dora Ramras                | Georgenkirchstraße 10                                                                                      |  | 16. Feb. 2023 | |
|      | Lea Ramras                 | Georgenkirchstraße 10                                                                                      |  | 16. Feb. 2023 | |
|      | Ottilie Reich              | Barnimstraße 18                                                                                            |  | 8. Mai 2023   | Ottilie Reich (Auszug) … Im Oktober 1941 begannen die systematischen Deportationen der jüdischen Bevölkerung auch von Berlin aus. Etwa ein Jahr später wohnten Ottilie Reich und ihr Sohn Michael wahrscheinlich in einer sog. „Judenwohnung“ in der Friedenstraße 4 zur Untermiete bei Markus. Ein halbes Jahr später, am 26. Februar 1943, wurden Ottilie Reich und ihr jüngster Sohn Michael Scharff mit dem 30. Transport von Berlin nach Auschwitz deportiert. Am Tag des Abtransportes war Ottilie Reich 35 Jahre, ihr Sohn Michael 4 Jahre und 10 Monate alt. Es ist davon auszugehen, dass Mutter und Sohn direkt nach ihrer Ankunft ermordet wurden. |
|      | Arendt Reissmann           | Proskauer Straße 8a                                                                                        |  | 19. März 2018 | [ 244 ] |
|      | Jenny Reissmann            | Proskauer Straße 8a                                                                                        |  | 19. März 2018 | [ 245 ] |
|      | Alfred Renzel              | Kadiner Straße 19                                                                                          |  | 21. Juli 2012 | [ 246 ] |
|      | Margarete Reszka           | Waldeyerstraße 1a                                                                                          |  | 9. Apr. 2019  | Margarete Reszka, geboren 4. Februar 1907, Kontoristin, führte in der Waldeyerstraße 1 (heute Nr. 1a) eine Schuhmacherei. Ihr Lebensgefährte Berek Dembina flüchtete im April 1939 nach Belgien. Sie war zu diesem Zeitpunkt schwanger, blieb in Berlin zurück und brachte am 29. Juli 1939 den gemeinsamen Sohn Ruben zur Welt. Da im September 1939 der Zweite Weltkrieg ausbrach, konnten beide nicht mehr nach Belgien folgen. Margarete und Ruben Reszka wurden am 13. Januar 1943 nach Theresienstadt und nach 10 Tagen weiter in das KZ Auschwitz deportiert, wo sie ermordet wurden. |
|      | Ruben Reszka               | Waldeyerstraße 1a                                                                                          |  | 9. Apr. 2019  | Ruben Reszka, geboren 29. Juli 1939 in Berlin, war der Sohn von Berek Dembina und Margarete Reszka. Er wurde zusammen mit seiner Mutter am 13. Januar 1943 nach Theresienstadt und kurz darauf in das KZ Auschwitz deportiert, wo beide ermordet wurden. |
|      | Elise Richter              | Koppenstraße 41                                                                                            |  | 20. Mai 2008  | [ 250 ] |
|      | Martha Riepert             | Kochhannstraße ggü. 2                                                                                      |  | 3. Juni 2021  | (…Auszug) Martha Riepert wurde am 19. Oktober 1942 mit dem 21. Osttransport nach Riga deportiert, wo sie nach der Ankunft am 22. Oktober in zuvor ausgehobenen Gruben in den umliegenden Wäldern erschossen wurde. Ihre Mutter wurde am 28. Januar 1943 mit dem 83. Alterstransport nach Theresienstadt deportiert. Die unmenschlichen Lebensbedingungen im Ghetto ertrug sie kaum mehr als zwei Wochen: Auf ihrer Todesfallanzeige ist als Todesursache „Suizidversuch durch Treppenherabspringen, wahrscheinlich innere Verletzungen“ vermerkt. Hedwig Lauffer starb am 15. Februar 1943. Der jüdische Untermieter Martin Rosenzweig wurde am 12. März 1943 nach Auschwitz deportiert und ermordet |
|      | Elfriede Rosen             | Liebigstraße 23                                                                                            |  | 6. Juni 2013  | [ 252 ] |
|      | Heinz Rosen                | Liebigstraße 23                                                                                            |  | 6. Juni 2013  | [ 253 ] |
|      | Lot Rosen                  | Liebigstraße 23                                                                                            |  | 6. Juni 2013  | [ 254 ] |
|      | Abraham Rosenfeld          | Samariterstraße 1                                                                                          |  |               | (…Auszug) Nach einigen Tagen im Sammellager brachte die Gestapo Abraham Rosenfeld in den frühen Morgenstunden des 3. März 1943 zum Bahnhof. Zusammen mit 632 jüdischen Männern und 1118 jüdischen Frauen wurde er direkt nach Auschwitz-Birkenau deportiert. Dieser „33. Osttransport“ erreichte das Konzentrationslager noch in der gleichen Nacht. Vor Ort wurden 517 Männer und 200 Frauen aussortiert, die im Lager Zwangsarbeit verrichten mussten. Die anderen 1033 Menschen wurden sofort nach ihrer Ankunft in den Gaskammern ermordet. Die Spur Abraham Rosenfelds verliert sich hier. Drei Tage später, am 6. März 1943, wurde Cäcilie Rosenfeld mit 656 weiteren Berliner Juden nach Auschwitz deportiert. Auch ihre Spur verliert sich nach der Ankunft des Zuges. |
|      | Cäcilie Rosenfeld          | Samariterstraße 1                                                                                          |  |               | [ 256 ] |
|      | Regina Rosenfeld           | Dirschauer Straße 13                                                                                       |  | 7. Okt. 2020  | (…Auszug) Regina Rosenfeld, Ida und Alfred Holdstein wurden am 18. Oktober 1941 vom Bahnhof Grunewald mit dem „1. Osttransport“ in das Ghetto Lodz deportiert. Dort fanden sie Unterkunft im Bleicherweg 4/42. Die Lebensbedingungen im Ghetto waren unmenschlich. Die Bewohnerinnen und Bewohner mussten Zwangsarbeit leisten, litten unter Unterernährung, starben massenhaft an Krankheiten oder erfroren im Winter. Die engen und unzureichenden Wohnverhältnisse sowie die untragbare hygienische Situation trugen ebenfalls zur hohen Sterberate bei. Regina Rosenfeld kam im Ghetto Lodz am 13. Mai 1942 ums Leben, nur zwei Wochen später, am 27. Mai, starb auch ihre Tochter Ida. Alfred Holdstein wurde im Zuge der Liquidierung des Lodzer Ghettos am 6. Juli 1944 in das Vernichtungslager Kulmhof (Chelmno) deportiert und ermordet. |
|      | Aron Rosenthal             | Strausberger Straße 38                                                                                     |  |               | |
|      | Ernst Rosenthal            | Matternstraße 5                                                                                            |  | 21. Juli 2012 | Bruder von Heinz Rosenthal und Kurt Rosenthal (Vater des Showmasters Hans Rosenthal). Wurde am 19. Februar 1942 durch die Geheime Staatspolizei Berlin verhaftet, am 30. April 1942 in das Konzentrationslager Buchenwald eingeliefert, Häftlingsnummer 2646, ist dort am 25. Juli 1942 um 10:20 Uhr verstorben, Todesursache: Herzschwäche bei Phlegmone (Zellgewebserweiterung) linker Fuss. Grabstein in Weißensee zusammen mit seinem Bruder Heinz. |
|      | Rosa Rosenthal             | Strausberger Straße 38                                                                                     |  |               | |
|      | Ignatz Rosthal             | Gryphiusstraße 18                                                                                          |  | 20. Mai 2008  | Ignatz Rosthal, geboren am 26. Dezember 1880 in Wojnicz (Galizien); laut jüdischen Adressbuch von 1931 wohnte er in der Romintener Straße 28/Ecke Simon-Dach-Straße (heute Teil der Grünberger Straße); zur Volkszählung 1939 war er in der Gryphiusstraße gemeldet, das Haus existiert heute nicht mehr, Luftbildaufnahmen legen nahe, dass das Haus im Zweiten Weltkrieg ausgebombt wurde, an ebendieser Stelle befindet sich heute ein Spielplatz; Deportation mit dem 33. Osttransport am 3. März 1943 mit 1731 weiteren Berliner Juden von Berlin in das Vernichtungslager Auschwitz, ebenda ermordet; laut Deportationsliste wohnte Rosthal zuletzt bei der Witwe Meta Lesser in der Poststraße 12 in Mitte. |
|      | Rosa Rothholz              | Lasdehner Straße 1                                                                                         |  | 2. Juni 2017  | [ 261 ] |
|      | Else Rueggebrecht          | Corinthstraße 63                                                                                           |  | 27. März 2008 | [ 262 ] |
|      | Joel Safirstein            | Krossener Straße 35                                                                                        |  | 26. März 2015 | [ 263 ] |
|      | Lotte Safirstein           | Krossener Straße 35                                                                                        |  | 26. März 2015 | [ 264 ] |
|      | Norbert Safirstein         | Krossener Straße 35                                                                                        |  | 26. März 2015 | [ 265 ] |
|      | Soldi Safirstein           | Krossener Straße 35                                                                                        |  | 26. März 2015 | [ 266 ] |
|      | Hulda Salinger             | Gärtnerstraße 12                                                                                           |  | 16. Feb. 2023 | |
|      | Dorothea Salomon           | Mühsamstraße 61                                                                                            |  | 13. Sep. 2007 | (s. Elias Mendelsohn) |
|      | Käthe Salomon              | Boxhagener Straße 28                                                                                       |  | 22. Sep. 2016 | |
|      | Leo Salomon                | Boxhagener Straße 28                                                                                       |  | 22. Sep. 2016 | |
|      | Paul Richard Sammler       | Wühlischstraße 32                                                                                          |  |               | |
|      | Frieda Schacher            | Marchlewskistraße 28                                                                                       |  |               | |
|      | Johanne Schäfer            | Mühsamstraße 68                                                                                            |  | 12. Juni 2024 | Johanne Schäfer, geboren 1867 als Johanne Riess in Schlochau (Westpreußen), übersiedelte als junge Frau nach Berlin, wo sie als Näherin arbeitete. 1893 heiratete sie den Malermeister Ernst Schäfer und konvertierte 1903 von der jüdischen zur evangelischen Religion ihres Ehemannes. Das Ehepaar bekam zwei Kinder: Erich (1896–1918) und Kurt (* 1900). Erich fiel im Ersten Weltkrieg. Der jüngere Sohn Kurt absolvierte eine Lehre als technischer Zeichner und wanderte 1921 in die USA aus, wo er in Philadelphia arbeitete. Er konnte für seine Eltern Mitte der 1920er Jahre das Mietshaus Zorndorfer Straße 29 (heute Mühsamstraße 68) erwerben. Die Schäfers zogen 1925 dort ein. Johanne Schäfer war nach 1933 zunächst durch ihre sogenannte „Mischehe“ vor der zunehmenden Entrechtung und Verfolgung von Juden geschützt. Ihr „arischer“ Ehemann verstarb 1939. Dennoch entging sie der Deportation und überlebte den Zweiten Weltkrieg in Berlin. Sie starb 1947 in Berlin. |
|      | Artur Schallamach          | Jessnerstraße 11                                                                                           |  | 10. Apr. 2024 | (Auszug) … ihr Sohn Artur (* 1899 in Klein Gay, heutiges Polen) war Ende 1938 illegal in die Niederlande emigriert. Er lebte dort in verschiedenen Flüchtlingslagern, seit März 1941 war er im Zentralen Flüchtlingslager Westerbork interniert. Die Niederlande waren nach dem Einmarsch der deutschen Wehrmacht am 10. Mai 1940 besetzt. Zunächst wurde das Lager Westerbork weiter von den Niederländern verwaltet. Als ab Juli 1942 das sogenannte „polizeiliche Judendurchgangslager Kamp Westerbork“ direkt unter deutscher Verwaltung stand, begannen die Deportationen der Gefangenen in Vernichtungslager. Artur Schallamach wurde am 18. Januar 1944 zunächst nach Theresienstadt und am 16. Mai 1944 ins Vernichtungslager Auschwitz verschleppt, wo er am 7. Juli 1944 ermordet wurde. |
|      | Ida Schallamach            | Jessnerstraße 11                                                                                           |  | 10. Apr. 2024 | |
|      | Louis Schallamach          | Jessnerstraße 11                                                                                           |  | 10. Apr. 2024 | (Auszug) … Louis Schallamach kam 1866 im Dorf Klein Gay, 40 km nordwestlich der Stadt Posen (heutiges Polen) gelegen, in einer jüdischen Familie zur Welt. 1898 heirateten er und Ida Jacobsohn (* 1875 in Schönlanke/Posen) und übersiedelten 1922 nach Berlin. Hier kaufte Louis mehrere Grundstücke und betrieb eine Grundstücksvermittlung und -verwaltung. Er erwarb auch das Haus Kronprinzenstraße 49 (heute Jessnerstraße 11) und bezog mit seiner Familie dort eine 5-Zimmer-Wohnung. Nach 1933 war auch Louis Schallamach vom zunehmenden Boykott jüdischer Geschäftsleute betroffen. Bis Anfang 1939 musste er seinen gesamten Grundbesitz zwangsweise verkaufen, auch das Haus Kronprinzenstraße 49. Das Ehepaar wohnte aber weiterhin dort. Louis und Ida Schallamach wurden am 14. September 1942 mit dem sogenannten „2. großen Alterstransport“ ins Konzentrationslager Theresienstadt deportiert. Louis Schallamach starb dort am 3. Oktober 1942, seine Frau kam am 10. Juni 1943 ums Leben. |
|      | Michael Scharff            | Barnimstraße 18                                                                                            |  | 8. Mai 2023   | Michael Scharff (Auszug) Kurz nach Michaels Geburt wurde sein Vater im Juni 1938 verhaftet und in das Konzentrationslager Buchenwald eingeliefert. Für Michaels Mutter verschlechterte sich die ohnehin schwierige Lebenslage zunehmend, denn der Vater ihrer Kinder konnte nun seinen Unterhaltsverpflichtungen nicht mehr nachkommen … Michaels Schwester Gina Scharff konnte am 20. Juni 1939 mit einem Kindertransport nach England gelangen und so gerettet werden. Sie wurde später von einer Familie in Schottland adoptiert. Günther (Gideon) Behrendt, der schon im Dezember 1938 mit einem Kindertransport nach England gelangen konnte, besuchte 1943 als Angehöriger der Britischen Armee seine Halbschwester in Schottland … Am Deportationstag war Michael Scharff 4 Jahre und 10 Monate, seine Mutter Ottilie Reich 35 Jahre alt. Es ist davon auszugehen, dass Mutter und Sohn direkt nach ihrer Ankunft ermordet wurden. |
|      | Alice Scheidemann          | Richard-Sorge-Straße 73                                                                                    |  | 19. März 2018 | [ 273 ] |
|      | Paul Schiller              | Stralauer Allee 24                                                                                         |  |               | Stein wurde am 3. April 2025 ausgetauscht (Foto des neuen Steins) |
|      | Paul Schiller              | Stralauer Allee 26                                                                                         |  | 3. Apr. 2025  | Paul Schiller, geboren am 3. Februar 1895, war von Beruf Heizer. Gegen Ende des Zweiten Weltkriegs gründete er am 13. April 1945 eine circa zehn Leute umfassende Widerstandsgruppe mit, die sich im Umkreis der KPD bildete. Als Stützpunkt dienten seine Kellerräume in der Stralauer Allee 26. Die Gruppe wirkte hauptsächlich im Bereich des Osthafens und in Stralau. Nur wenige Tage vor dem Kriegsende kam Paul Schiller am 22. April 1945 bei einem Granatbeschuss einer SS-Einheit ums Leben. Der ursprünglich verlegte Stein (Foto des ersten Steins) wurde am am 3. April 2025 durch einen berichtigten Stein ersetzt. |
|      | Elisabeth Schmidt          | Höchste Straße 14 / 16                                                                                     |  |               | |
|      | Max Schmidt                | Lichtenberger Straße 40 (Ecke Holzmarktstraße)                                                             |  | 11. Mai 2011  | [ 277 ] |
|      | Rachel Schmidt             | Pintschstraße 18                                                                                           |  | 11. Mai 2011  | |
|      | Salomon Schmidt            | Pintschstraße 18                                                                                           |  | 11. Mai 2011  | [ 278 ] |
|      | Isfried Schön              | Marchlewskistraße 33                                                                                       |  | 20. Feb. 2019 | Isfried Schön, geboren am 14. November 1884 in Naumburg (Hessen), von Beruf Kaufmann. Zwangsarbeit bei Metallfirma Otto Wolff AG, Volkmarstraße 17 in Tempelhof. Deportation am 1. November 1941 von Grunewald nach Łódź / Litzmannstadt. Weitere Deportation am 15. Mai 1942 nach Chełmno / Kulmhof. Ermordet am 15. Mai 1942 in Chełmno / Kulmhof |
|      | Pauline Scholz             | Samariterstraße 8                                                                                          |  | 7. Okt. 2020  | [ 280 ] |
|      | Ernst Schulze              | Strausberger Platz (Südostseite)                                                                           |  | 5. Aug. 2011  | Ernst Schulze wurde am 14. September 1893 in Stendal geboren. Nach seiner Ausbildung zum Maschinenschlosser lebte er in Berlin, in der damaligen Krautstraße 1 (heute Strausberger Platz 10) in Friedrichshain. Im Dezember 1933 wurde er von der Gestapo wegen Zugehörigkeit zur sozialistischen Widerstandsgruppe „Roter Stoßtrupp“ verhaftet. Ernst Schulze wurde zu zwei Jahren Zuchthaus verurteilt. 1940 verstarb er an den Folgen der Haft (offizielle Todesursache: Lungentuberkulose). |
|      | Walter Schwalba            | Bänschstraße 30                                                                                            |  | 3. Apr. 2025  | [ 80 ] |
|      | Ella Schwarz               | Richard-Sorge-Straße 73                                                                                    |  | 13. Sep. 2009 | [ 282 ] |
|      | Emma Schwarz               | Georgenkirchstraße 4                                                                                       |  | 7. Aug. 2014  | [ 283 ] |
|      | Kurt Schwarz               | Georgenkirchstraße 4                                                                                       |  | 11. Mai 2023  | |
|      | Max Schwarz                | Richard-Sorge-Straße 73                                                                                    |  | 13. Sep. 2009 | [ 284 ] |
|      | Arthur Schwarzer           | Kleine Andreasstraße 10                                                                                    |  | 13. Sep. 2009 | [ 285 ] |
|      | Gertrud Schwarzer          | Kleine Andreasstraße 10                                                                                    |  | 13. Sep. 2009 | [ 286 ] |
|      | Harry Schwarzer            | Kleine Andreasstraße 10                                                                                    |  | 13. Sep. 2009 | [ 287 ] |
|      | Günther Schwersenz         | Platz der Vereinten Nationen                                                                               |  | 8. Sep. 2022  | [ 288 ] |
|      | Herbert Schwersenz         | Platz der Vereinten Nationen                                                                               |  | 8. Sep. 2022  | [ 289 ] |
|      | Rosa Schwersenz            | Platz der Vereinten Nationen                                                                               |  | 8. Sep. 2022  | [ 290 ] |
|      | Gertrud Silberkleid        | Warschauer Straße 8                                                                                        |  | 10. Apr. 2024 | (Auszug) … Das Ehepaar betrieb in der Grünberger Straße 12 ein Textilwarengeschäft, das sie ca. 1930 aufgaben. Hugo Silberkleid arbeitete fortan als Vertreter. Seit etwa 1928 wohnten sie im Haus Warschauer Straße 8 … Aus der Wohnung in der Warschauer Straße 8 zog das Ehepaar ca. 1939 aus, da sie verstärkt von anderen Mietern bedrängt wurden, die Angehörige der NSDAP waren. Zuletzt lebten sie in einem Zimmer zur Untermiete im Bezirk Mitte. Hugo und Gertrud Silberkleid wurden am 14. November 1941 mit dem sogenannten „5. Osttransport“ in das Ghetto Minsk deportiert, wo sich ihre Spur verliert. Sie wurden zu einem unbekannten Zeitpunkt ermordet. |
|      | Hugo Silberkleid           | Warschauer Straße 8                                                                                        |  | 10. Apr. 2024 | |
|      | Arthur Simon               | Libauer Straße 6                                                                                           |  | 21. Juli 2012 | [ 292 ] |
|      | Margarete Simon            | Libauer Straße 6                                                                                           |  | 21. Juli 2012 | [ 293 ] |
|      | Benno Simonsohn            | Mollstraße 19                                                                                              |  | 18. Sep. 2019 | [ 294 ] |
|      | Heimann Simonsohn          | Georgenkirchstraße 10                                                                                      |  | 18. Sep. 2019 | [ 295 ] |
|      | Martin Simonsohn           | Otto-Braun-Straße 84                                                                                       |  | 18. Sep. 2019 | [ 296 ] |
|      | Rosa Simonsohn             | Georgenkirchstraße 10                                                                                      |  | 18. Sep. 2019 | [ 297 ] |
|      | Ita Solomon                | Friedenstraße 3                                                                                            |  | 15. Okt. 2014 | Solomon, Ita, geb. Idelovici, geboren am 20. September 1886 in Rumänien, wohnhaft in Berlin (Friedrichshain). Deportation ab Berlin am 2. März 1943 nach Auschwitz, Vernichtungslager. |
|      | Lupu Solomon               | Friedenstraße 3                                                                                            |  | 15. Okt. 2014 | Solomon, Lupu, geboren am 8. März 1883 in Rumänien, wohnhaft in Berlin (Friedrichshain), Deportation ab Berlin am 2. März 1943 nach Auschwitz, Vernichtungslager. |
|      | Elise Sommerfeld           | Sonntagstraße 29                                                                                           |  | 14. Juli 2007 | [ 300 ] |
|      | Ruth Stein                 | Hübnerstraße 2                                                                                             |  | 8. Okt. 2011  | Geboren am 13. April 1918 in Berlin; Schneiderin; wohnte Hübnerstraße 2; Aufenthalt in Nordrach in der Rothschild’schen Lungenheilanstalt; Deportation am 18. Oktober 1941 mit dem 1. Osttransport ins Getto Litzmannstadt; Unterkunft im Froschweg 10/6; am 15. Mai 1942 ins Vernichtungslager Kulmhof verbracht und dort ermordet. |
|      | Albert Steinhardt          | Corinthstraße 51                                                                                           |  | 27. März 2008 | [ 304 ] |
|      | Horst Steinhardt           | Corinthstraße 51                                                                                           |  | 27. März 2008 | [ 305 ] |
|      | Bruno Striem               | Mollstraße 29                                                                                              |  | 11. Mai 2023  | (Auszug) Bruno Striem kam 1899 in Tomice in der damaligen preußischen Provinz Posen als Sohn eines jüdischen Kaufmanns zur Welt. … Bruno Striem verdiente seinen Lebensunterhalt mit dem An- und Verkauf von Fellen und Pelzabfällen. 1941 heirateten er und Gertrude Less, geb. Preuss, geb. 1897 in Schloppe (damals Westpreußen). Sie war ebenfalls jüdisch, seit 1931 verwitwet und brachte den Sohn Herbert Less (* 1924) mit in die Ehe… Um 1938/39 musste Bruno Striem sein Gewerbe einstellen und Zwangsarbeit in einer Bürstenfabrik verrichten. Bruno und Gertrude Striem sowie Herbert Less wurden am 28. März 1942 mit dem sogenannten „11. Osttransport“ nach Piaski deportiert. Hier verliert sich ihre Spur. Wer im dortigen Ghetto nicht an Hunger, Entkräftung oder Krankheiten starb, kam zum Weitertransport in ein Vernichtungslager und wurde dort ermordet. |
|      | Gertrude Striem            | Mollstraße 29                                                                                              |  | 11. Mai 2023  | |
|      | Sara Studinski             | Niederbarnimstraße 7                                                                                       |  | 21. Juli 2012 | [ 307 ] |
|      | Bruno Thal                 | Barnimstraße 36                                                                                            |  | 8. Sep. 2022  | |
|      | Hanna Ruth Thal            | Barnimstraße 36                                                                                            |  | 8. Sep. 2022  | [ 308 ] |
|      | Heinrich Thieslauk         | Warschauer Straße 60                                                                                       |  |               | |
|      | Fritz Thurm                | Kreutzigerstraße 28                                                                                        |  | 5. Juli 2008  | Buchdrucker Fritz Thurm, geboren am 2. Juli 1883 in Fraustadt als Sohn eines Schneidermeisters; seit 1905 Mitglied der SPD; ab 1913 bei der AOK der damals noch selbständigen Stadt Lichtenberg angestellt; 1915 bis 1918 Soldat im Ersten Weltkrieg; Übertritt zur USPD; 1919 in die Bezirksversammlung Lichtenberg und von ihr zum besoldeten Stadtrat und zweiten Bezirksbürgermeister gewählt; die Wahl wurde vom Oberpräsidenten der Provinz Brandenburg aber nicht bestätigt; 1920 bis 1926 Berliner Stadtverordneter für den Wahlkreis 14 Lichtenberg, zunächst für die USPD, ab 1922 für die SPD; zugleich in Lichtenberg Stadtverordneter und besoldeter Stadtrat und bis 1933 auch SPD-Kreisvorsitzender; Anwerbeversuche der NSDAP schlugen fehl, selbst einem NS-Minister erteilte er demonstrativ eine Abfuhr; im März 1933 aus politischen Gründen als Stadtrat entlassen; Teil einer Widerstandsgruppe ehemaliger SPD-Mitglieder, die verbotene Schriften verteilte; 1933 mehrere Hausdurchsuchungen und die Beschlagnahme von 600 Bänden seiner Bibliothek; im Herbst 1933 festgenommen, fünfmonatige Haft im KZ Lichtenburg; im Frühjahr 1934 wieder in Freiheit; dann arbeitslos; durch die für den 1. Januar 1936 geplante Demonstration am Grab von Karl Liebknecht auf dem Friedhof Friedrichsfelde geriet Fritz Thurm erneut ins Blickfeld des Regimes, das Gedenken an den Kommunisten war im nationalsozialistischen Deutschland verboten; obwohl die Demonstration verraten und abgesagt worden war, ging der Sozialdemokrat hin und sah auf dem Friedhof nur Gestapo-Leute; kehrte in seine Wohnung zurück und verließ sie nochmal um Erkundigungen einzuholen; zwischen drei und vier Uhr nachts nahm die Gestapo eine Hausdurchsuchung vor und informierte die Ehefrau Helene Thurm, dass ihr Mann verhaftet sei; vom Polizeipräsidium Alexanderplatz in die Untersuchungshaft Moabit, wieder zum Alexanderplatz und dann für 15 Monate ins KZ Lichtenburg verlegt; über den Alex ging es zurück nach Moabit, wo der Prozess stattfand; trotz eines Freispruchs wieder am Alexanderplatz inhaftiert; am 17. April 1937 schließlich wieder zu Hause, deutlich gezeichnet von Folterungen; am 13. Juni 1937 an den Folgen der Misshandlungen verstorben; an der Einäscherung im Krematorium Baumschulenweg am 17. Juni 1937 nahmen 200 bis 250 Trauergäste teil, neben der Familie ausschließlich Sozialdemokraten; die Trauerrede hielt Willi Klüsener; die Veranstaltung wurde von der Gestapo und einem Beauftragten von Fritz Behaghel, dem Bezirksbürgermeister von Lichtenberg, überwacht. |
|      | Pauline Tietz              | Platz der Vereinten Nationen 23                                                                            |  | 20. Sep. 2013 | geboren am 20. November 1867 im neumärkischen Lippehne; Rentnerin; wohnte Barnimstraße 4–5 (heute Platz der Vereinten Nationen); Deportation am 18. Oktober 1941 mit dem 1. Osttransport ins Getto Litzmannstadt; Unterkunft im Altersheim Kreuzstraße 2A; am 12. Januar 1942 im Getto verstorben |
|      | Hedwig Treitel             | Richard-Sorge-Straße 34                                                                                    |  | 21. Juli 2012 | [ 315 ] |
|      | Lippmann Treitel           | Richard-Sorge-Straße 34                                                                                    |  | 21. Juli 2012 | [ 316 ] |
|      | Marga Treitel              | Richard-Sorge-Straße 34                                                                                    |  | 21. Juli 2012 | [ 317 ] |
|      | Frieda Treu                | Friedenstraße 27 (Platz der Vereinten Nationen 1)                                                          |  | 20. März 2007 | Frieda Treu, geb. Löwenthal, erblickte am 14. September 1884 in Stettin das Licht der Welt. Zu einem unbekannten Zeitpunkt zog sie nach Berlin. Dort traf sie auf ihren künftigen Ehemann Max Treu, der bereits zwei Söhne aus erster Ehe hatte. Ihre eigene Ehe sollte kinderlos bleiben. Das Paar wohnte zuletzt beim Stiefsohn bzw. Sohn Paul Max Willi Treu in einer 3,5-Zimmer-Wohnung in der Friedenstraße 27. Zusammen mit seinem jüngeren Bruder Martin Fritz Karl Treu, der in Koblenz lebte, unterstützte er seine Eltern auch finanziell. Frieda Treu war jüdischer Herkunft und wurde mit ihrem Ehemann am 29. Juni 1943 mit dem 92. Alterstransport ins KZ Theresienstadt deportiert, wo sie am 30. November 1943 verstarb. |
|      | Max Treu                   | Friedenstraße 27 (Platz der Vereinten Nationen 1)                                                          |  | 20. März 2007 | Treu, Max, geboren am 30. Oktober 1870 in Stolp, siedelte zu einem nicht bekannten Zeitpunkt nach Berlin über. Aus seiner ersten Ehe stammten die Söhne Paul Max Willi Treu (* 4. Juni 1895) und Martin Fritz Karl Treu (* 13. September 1897). Die zweite Ehe mit Frieda Löwenthal blieb kinderlos. Max und Frieda Treu wohnten zur Untermiete beim Sohn Paul Max Willi Treu in der Friedenstraße 27 als beide am 29. Juni 1943 mit dem 92. Alterstransport ins KZ Theresienstadt abtransportiert wurden. Max Treu selbst war evangelischen Glaubens, einer seiner Eltern und seine 2. Ehefrau waren jüdischer Herkunft. Die Nazis erklärten ihn zum „Geltungsjude, Mischling ersten Grades“. Max Treu verstarb kurz nach seiner Frau am 20. Januar 1944, vermutlich an den katastrophalen Bedingungen im Konzentrationslager. |
|      | Martha Tschernigow         | Strausberger Platz (Nordostseite)                                                                          |  | 26. Sep. 2006 | Tschernigow, Martha, (…Auszug) Im Dezember 1942 wurden Martha und ihre Tochter Ruth deportiert. Sie hatten sich im Sammellager in der ehemaligen jüdischen Synagoge Levetzowstraße 7-8 einzufinden – eines der 15 Berliner Sammellager, in welchem die Transporte in die Ghettos und Vernichtungslager „im Osten“ zusammengestellt wurden. Hier wurden Martha und ihre Tochter getrennt. Ruth Tschernigow wurde am 9. Dezember 1942 in das Vernichtungslager Auschwitz deportiert. Die damals 59-jährige Martha Tschernigow wurde 5 Tage später, am 14. Dezember, mit dem 25. Osttransport ebenfalls nach Auschwitz deportiert. Beide Frauen wurden – vermutlich unmittelbar nach ihrer Ankunft in den Gaskammern von Auschwitz-Birkenau ermordet. Marthas Sohn Heinz überlebte die NS-Zeit in der Emigration. Er kehrte mit seiner Familie in den 1950er Jahren nach Deutschland zurück. Marthas Schwager, Max Marcus, war im März 1942 deportiert und im Vernichtungslager Belzec ermordet worden. Dessen Ehefrau und Kinder hatten sich 1939 nach England geflüchtet. |
|      | Max Marcus Tschernigow     | Blumenstraße 49                                                                                            |  | 13. Sep. 2009 | (…Auszug) Am 28. März 1942 wurde Max Tschernigow im Rahmen der sogenannten „Aktion Reinhardt“ zusammen mit 972 anderen Berlinern über das Sammellager in der ehemaligen Synagoge Levetzowstraße 7–8 mit dem als „Welle XI“ bezeichneten Transport in das Ghetto Piaski nahe Lublin deportiert. Von dort aus wurde er nach dem Eintreffen der Deportationszüge am 30. März weiter in das kurz zuvor fertiggestellte Vernichtungslager Belzec (in Bełżec) verschleppt, wo Max Tschernigow unmittelbar nach seiner Ankunft in den Gaskammern des Lagers ermordet wurde. Seine Nichte Ruth und seine Schwägerin wurden im Dezember 1942 nach Auschwitz deportiert und dort ermordet. Seine Ehefrau und seine Kinder hatten im Frühjahr 1939 das Land verlassen können. Sie wanderten nach England aus, wo sie die NS-Zeit überlebten. In den 1950er Jahren lebten Berta Bella, Leon und Lona Tschernigow, verheiratete Alexander, in Australien. |
|      | Ruth Tschernigow           | Strausberger Platz (Nordostseite)                                                                          |  | 26. Sep. 2006 | (…Auszug) Im Dezember 1942 wurden Martha und Ruth Tschernigow deportiert. Sie mussten sich im Sammellager in der ehemaligen jüdischen Synagoge Levetzowstraße 7–8 einfinden – eines der 15 Berliner Sammellager, in welchem die Transporte in die Ghettos und Vernichtungslager „im Osten“ zusammengestellt wurden. Hier wurden Ruth und ihre Mutter getrennt. Martha Tschernigow wurde am 14. Dezember 1942 in das Vernichtungslager Auschwitz deportiert. Ruth war bereits fünf Tage zuvor, am 9. Dezember, mit dem 24. Osttransport ebenfalls nach Auschwitz deportiert worden. Beide Frauen wurden – vermutlich unmittelbar nach ihrer Ankunft – in den Gaskammern von Auschwitz-Birkenau ermordet. Ruths Bruder Heinz überlebte die NS-Zeit in der Emigration. Er kehrte mit seiner Familie in den 1950er Jahren nach Deutschland zurück. Ruths Onkel Max Marcus war im März 1942 deportiert und im Vernichtungslager Belzec ermordet worden. Dessen Ehefrau und Kinder hatten sich 1939 nach England geflüchtet. |
|      | Alice Tugendhaft           | Strausberger Straße 38                                                                                     |  |               | |
|      | Gerda Tugendhaft           | Strausberger Straße 38                                                                                     |  |               | |
|      | Giesela Tugendhaft         | Strausberger Straße 38                                                                                     |  |               | |
|      | Jakob Leib Tugendhaft      | Strausberger Straße 38                                                                                     |  |               | |
|      | Dagmar Ullrich             | Boxhagener Straße 90                                                                                       |  | 5. Dez. 2019  | [ 324 ] |
|      | Ernst Ursell               | Kreutzigerstraße 23                                                                                        |  | 21. Juli 2012 | [ 325 ] |
|      | Gustav Wegener             | Weidenweg 46 (Bersarinplatz)                                                                               |  |               | Der Schriftsetzer Gustav Wegener, geboren am 23. Mai 1908 in Schwerin an der Warthe als Sohn von Hermann Wegener, wohnte in der Lübbener Straße 28, war Mitglied des KJVD, später der KPD und der Internationalen Arbeiterhilfe. 1928 ging er zur französischen Fremdenlegion nach Indochina, zog sich dort ein Magen- und Darmleiden zu, desertierte und traf 1936 wieder in Deutschland ein. Gustav Wegener, seit 1939 mit Frieda Wegener geborene Schulz verheiratet, musste häufig seinen Arbeitsplatz wechseln. Zuletzt war er bei der Buch- und Offsetdruckerei Anton Bertinetti tätig, wo er im Oktober 1943 dauerhaft krankgeschrieben wurde. Ab 1933 war er für die illegale KPD tätig. Sein Kollege Erich Fähling brachte ihn mit Anton Saefkow und Franz Jacob zusammen. Unter dem Decknamen Hans wurde Gustav Wegener einer der wichtigsten Mitarbeiter der Saefkow-Jacob-Bästlein-Organisation, nahm an deren Leitungssitzungen teil und war Angelpunkt der Herstellung und des Vertriebs illegaler Schriften. Er instruierte auch die Funktionäre mehrerer Betriebszellen und übergab dabei KPD- und NKFD-Materialien u. a. bei AEG Berlin, Askania-Werke Berlin-Mariendorf, Bosse, Brandenburgische Motorenwerke Basdorf, Kabelwerk Schönow und Veltener Maschinenfabrik. Harry Harder vermittelte ihm 1944 Kontakt zum Stalag III B Fürstenberg/Oder. Gustav Wegener übersetzte einen Brief französischer Kommunisten und verfasste ein Antwortschreiben. Noch in der Nacht zum 5. Juli 1944 vervielfältigte er mit Fritz Nitschke das Flugblatt „Tatsachen!“ des verhafteten Bernhard Bästlein, bevor der Kommunist durch Denunziation am 6. Juli 1944 festgenommen wurde. Vom Volksgerichtshof am 21. Oktober 1944 zum Tode verurteilt, wurde Gustav Wegener am 11. Dezember 1944 im Zuchthaus Brandenburg-Görden hingerichtet. Sein Leichnam wurde im August 1946 auf den Zentralfriedhof Friedrichsfelde überführt. |
|      | Hermann Wegener            | Weidenweg 46 (Bersarinplatz)                                                                               |  |               | |
|      | Edith Weis                 | Petersburger Straße 63 (Ecke Mühsamstraße)                                                                 |  | 2. Dez. 2005  | [ 328 ] |
|      | Simon Weis                 | Petersburger Straße 63 (Ecke Mühsamstraße)                                                                 |  | 2. Dez. 2005  | (…Auszug) Simon Weis war von Beruf Kaufmann. Bis zu seiner Deportation arbeitete er jedoch als Straßenreiniger. Vermutlich leistete er Zwangsarbeit. Das letzte uns heute vorliegende Schriftstück des Ehepaars sind ihre Vermögenserklärungen. Sie sind auf den 25. September 1942 datiert. Schon einen Tag später, am 26. September, wurden Edith und Simon Weis mit dem „20. Osttransport“ nach Raasiku in Estland deportiert. Simon Weis starb dort vermutlich kurze Zeit später, Edith Weis kam am 23. August 1944 im Konzentrationslager Stutthof ums Leben. Ediths Mutter blieb nach der Deportation noch einige Zeit in der Wohnung. Einige Monate später, am 2. März 1943, wurde Flora Scheyer ebenfalls deportiert. Sie gelangte mit dem „32. Osttransport“ nach Auschwitz, wo sie ermordet wurde. |
|      | Alfred Werner              | Rigaer Straße 67                                                                                           |  | 20. Sep. 2013 | [ 330 ] |
|      | Adolf Wilczig              | Andreasstraße 22                                                                                           |  | 9. Apr. 2019  | [ 331 ] |
|      | Max Willhagen              | Alt-Stralau 46                                                                                             |  | 22. Sep. 2016 | Geboren im Jahr 1886; Gewerkschafter; zählte im Ersten Weltkrieg zur Antikriegsopposition (USPD) und revolutionären Minderheit. 1920 schloss er sich der KPD an. Mit seiner Frau Anna Willhagen hatte er drei Söhne: Walter kam 1906 zur Welt, Erich 1910 und 1922 wurde Heinz geboren. Im Mai/Juni 1934 kam es in den „Hüttenhäusern“ in Alt-Stralau 46 und der Umgebung zu einer größeren Verhaftungswelle. Max Willhagen war insgesamt 1,5 Jahre in Haft, er verstarb körperlich völlig zusammengebrochen am 19. März 1938 in Berlin an den Folgen der Misshandlungen und Entbehrungen durch die Haft. |
|      | Edith Wolff                | Silvio-Meier-Straße 6                                                                                      |  |               | Geboren am 27. November 1904 in Berlin; Stenotypistin; wohnte Gabelsberger Straße 6; Deportation am 24. Oktober 1941 mit dem 2. Osttransport ins Getto Litzmannstadt; am 4. Mai 1942 ins Vernichtungslager Kulmhof verbracht und dort ermordet. |
|      | Tina Wolff                 | Silvio-Meier-Straße 6                                                                                      |  |               | Geboren am 9. November 1881 in Bromberg als Tina Fordanski; Verkäuferin; wohnte Gabelsberger Straße 6; Deportation am 24. Oktober 1941 mit dem 2. Osttransport ins Getto Litzmannstadt; am 5. Mai 1942 ins Vernichtungslager Kulmhof verbracht und dort ermordet. |
|      | Ruth Wolffsberg            | Scharnweberstraße 46                                                                                       |  | 9. Dez. 2006  | [ 338 ] |
|      | Dagobert Ziegel            | Danneckerstraße 21                                                                                         |  | 27. März 2008 | [ 339 ] |
|      | Erna Ziegel                | Danneckerstraße 21                                                                                         |  | 27. März 2008 | (…Auszug) Weder Dagobert noch Erna Ziegel gehörten – anders als ihr Sohn – zu den wenigen Überlebenden von Auschwitz. |
|      | Alfred Zitrin              | Kopernikusstraße 5                                                                                         |  | 4. Apr. 2022  | [ 341 ] |